# Швеция в Первой мировой войне
Швеция в Первой мировой войне — Швеция была нейтральной на протяжении всей Первой мировой войны, хотя шведское правительство в разное время симпатизировало обеим сторонам конфликта, даже ненадолго оккупировав Аландские острова вместе с немцами в 1918 году. В начале военных действий шведское правительство изучало возможность изменения нейтральной позиции в пользу Центральных держав. Так, в июле 1914 года король Густав V и министр иностранных дел Швеции Кнут Валленберг дали гарантии Центральным державам, что в любом случае исключён союз Швеции с Россией. Швеция совместно с Норвегией опубликовала официальную декларацию о нейтралитете в начале военного конфликта, но с оговоркой по возможности её изменений и корректировки.
В Германии общий тон по неприятию России был воспринят как то, что при продолжении немецкого политического давления Швеция выберет сторону Центральных держав. Швеция уступила Германии в ряде требований, таких как запрет транзита военной техники и оборудования стран Антанты, и отключение маяков на западном побережье Швеции в районе Эресунна. Шведы долго отказывались минировать пролив Эресунн в своих территориальных водах, чтобы закрыть его для военных кораблей союзников, но летом 1916 года всё-таки были вынуждены его заминировать в районе фарватера Kogrundsrännan.
В 1916 году, уже под давлением стран Антанты, шведы подписали соглашения, разрешающие торговлю с державами Антанты и ограничивающие сильно развитую торговлю с Центральными державами.
Торговля Швеции с Германией в конечном итоге привела к значительному сокращению экспорта продуктов питания в Швецию, из-за санкций стран Антанты, особенно после вступления Америки в войну в 1917 году. Нехватка продовольствия, учащающиеся общественные беспорядки и голодные марши привели к падению консервативного правительства Яльмара Хаммаршёльда, которое в конечном итоге было заменено социал-демократическим, что привело к эпохе политических реформ в Швеции.
В конце войны Швеция не участвовала в подписании Версальского договора, который положил конец конфликту, но присоединилась к Лиге Наций. В дальнейшем многие шведские фирмы сотрудничали с немецкими производителями, помогая им избегать ограничений договора.

## Предвоенный период

### Пронемецкие симпатии

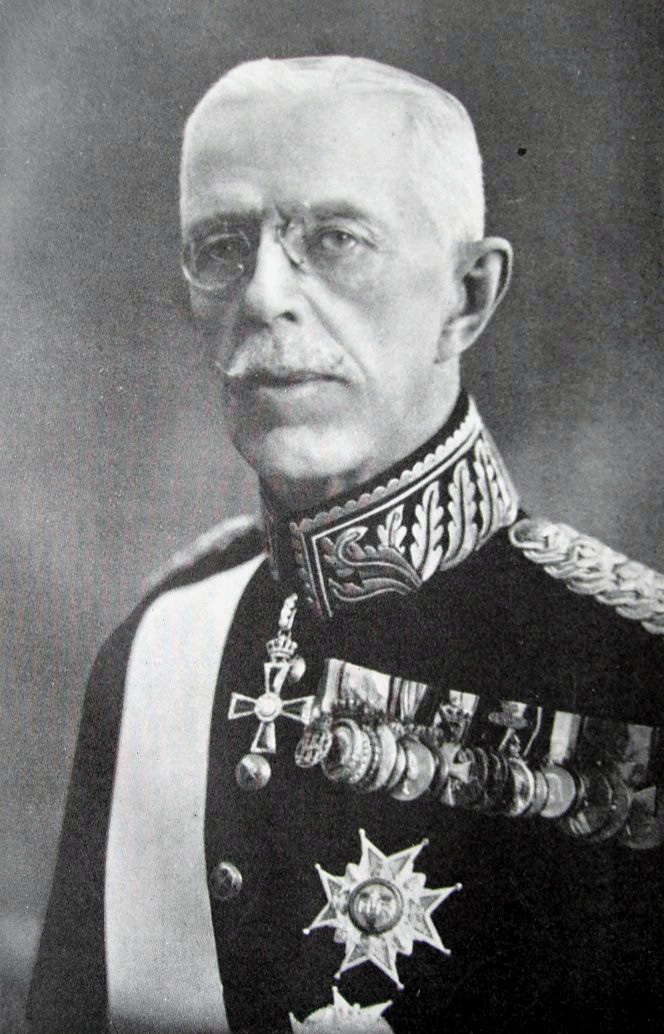
Густав V — король Швеции (1907—1950)

В первые годы XX века считалось, что симпатии шведского монарха и шведских военных были на стороне немцев из-за тесных культурных связей и общего страха перед имперской Россией. По словам посла Австро-Венгрии в Османской империи, в 1904 году, во время русско-японской войны, шведский король Оскар II предложил наступательный военный союз с Османской империей против России, находившейся в тяжелом военном положении. Преемник Оскара, король Густав V, был женат на немке Виктории Баденской, двоюродной сестре кайзера Вильгельма II, а шведский риксмаршал Людвиг Дуглас также был известен как решительный сторонник союза с Германией. В ноябре 1910 года генеральные штабы Германии и Швеции даже тайно встречались, чтобы обсудить совместное наступление на Санкт-Петербург, но встреча закончилась без достижения обязывающего соглашения. Королевская семья Швеции симпатизировала Германии, ряд шведских социал-демократических политиков также благосклонно относились к Германии из-за внедрения системы немецкого социального обеспечения и её промышленные и научные достижения. Среди видных сторонников немцев в рядах социал-демократов были Отто Ярте и Ингве Ларссон. Они оба были исключены из Шведской социал-демократической партии в 1915 году за их книгу, призывавшую «мужественно встать на сторону Германии».

### Кризис перевооружений
Перевооружение вызывало особую озабоченность в Швеции из-за растущей напряженности в Европе. Когда правительство Карла Стаафа предложило сократить военные расходы и отменить заказ на корабли береговой обороны, которые позже стали известны как броненосцы береговой обороны типа «Сверье» («Sverige»), более 30 000 шведских фермеров 6 февраля 1914 года прошли маршем в Стокгольме, чтобы выразить протест в рамках Крестьянского марша поддержки перевооружения. В ответ король Густав V-й произнес во дворе Королевского дворца в Стокгольме речь, написанную ярым прогерманским сторонником Свеном Гединым, в которой приводились доводы в пользу увеличения военных расходов. Речь спровоцировала конституционный кризис в Швеции (так называемый «придворный кризис») из-за вмешательства монарха в управление государством, поскольку конституционная монархия должна была быть нейтральной в партийной политике. Когда король Густав отказался смягчить свою риторику по поводу расходов на оборону, правительство Карла Стаафа ушло в отставку и было заменено консервативным правительством Ялмара Хаммаршельда.

## Ранний этап войны

### Июльский кризис

Военный флаг Швеции с 1906 года

Во время июльского кризиса, и король Густав V, и шведский министр иностранных дел Кнут Валленберг заверили Центральные державы, что в войне между Германией и Россией Швеция никогда не встанет на сторону России, и что, хотя Швеция издаст декларацию о нейтралитете в начале конфликта, она сохранит за собой право предпринять другие (подразумевалось, что прогерманские) действия позже. Заверения, данные королем Густавом и Кнутом Валленбергом, заставили министра иностранных дел Германии Готлиба фон Ягова поверить в то, что Швеция поддержит Германию в предстоящем конфликте. Были даже проведены переговоры между военным и военно-морским штабами Швеции и Германии о сотрудничестве, и была достигнута предварительная договоренность об использовании Германией баз и якорных стоянок на восточном побережье Швеции и на острове Готланд. Валленберг также предупредил немцев, что Швеция не может вмешаться слишком рано, поскольку это может спровоцировать британское вмешательство в конфликт. В свою очередь, это побудило немецкого министра Франца фон Райхенау заявить в Стокгольме, что, если Великобритания вступит в конфликт, Германия предъявит ультиматум с требованием вступления Швеции в войну. В то же время министерство иностранных дел Швеции направило в Россию сообщение, обещающее, что Швеция сохранит нейтралитет, хотя дополнительные шведские войска были отправлены для усиления на границу Швеции с Финляндией, находящейся на тот момент в составе России.

### Декларации нейтралитета

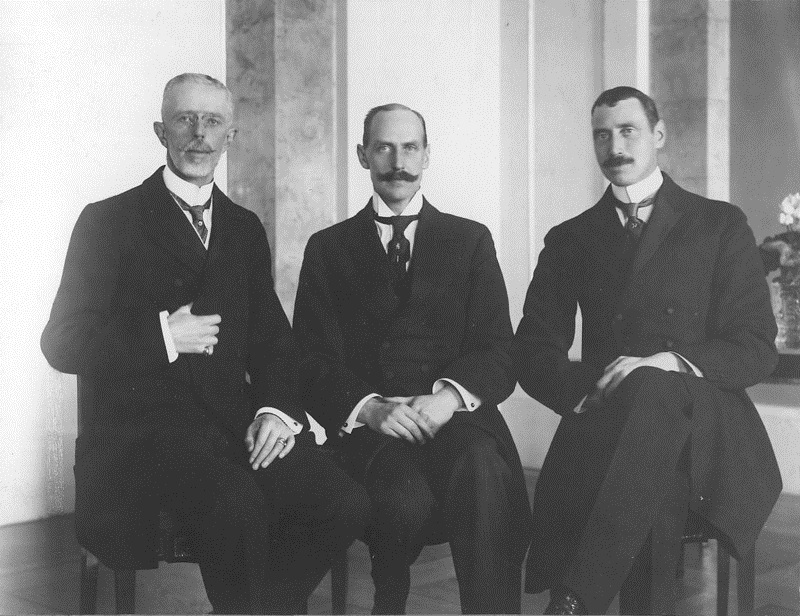
Встреча в Осло трёх скандинавских королей. Слева-направо: Густав V, Хокон VII, Кристиан X, 1917 год

Швеция объявила нейтралитет в австро-сербском конфликте 31 июля 1914 года и в общем конфликте Германии против Франции и России 3 августа. Обе декларации оставляли открытой возможность того, что Швеция может позже изменить свою позицию, если другие страны присоединятся к конфликту. Однако 2 августа Валленберг в беседе с британским посланником в Стокгольме повторил свое утверждение, что, если Швеция будет втянута в войну, она никогда не будет воевать на стороне России. По-видимому, опасаясь, что Германия может выдвинуть ультиматум с требованием Швеции выбрать сторону (что немецкий кайзер угрожал сделать во время визита короля Густава в Германию в 1913 году), Валленберг также пообещал Францу фон Райхенау, что шведский нейтралитет будет «благожелательным» по отношению к Германии. Позиция Норвегии также беспокоила Валленберга, так как он считал, что норвежцы предпочтут вмешаться на стороне англичан, если Великобритания вступит в войну. 8 августа 1914 года Швеция и Норвегия опубликовали совместную декларацию о нейтралитете, предупредив, что они сохранят свой нейтралитет по отношению ко всем воюющим сторонам и будут гарантировать нейтралитет друг друга. Ещё одно совместное заявление было сделано королями Дании, Норвегии и Швеции в декабре 1914 года, и части шведской армии, отправленные к финской границе, были отозваны к местам постоянной дислокации.

### Германские предложения альянса

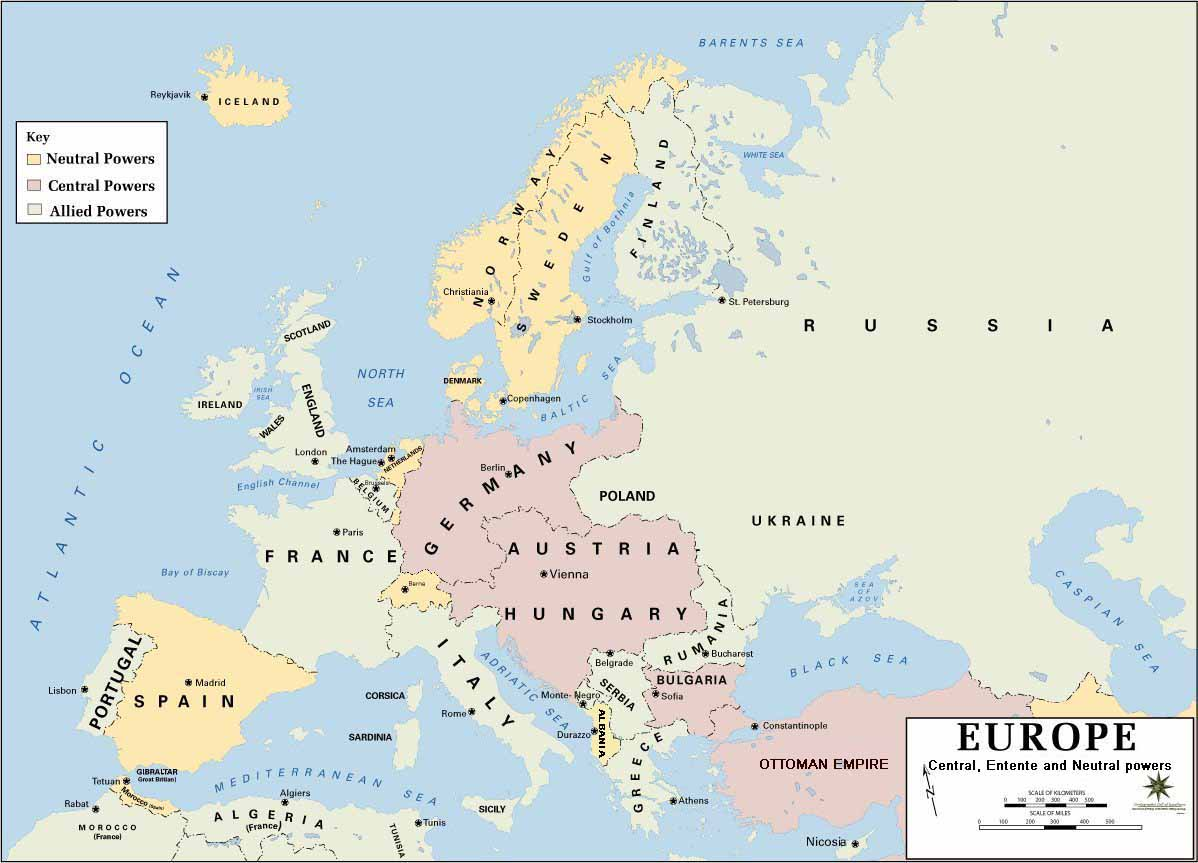
Центральные державы изображены лиловым цветом. Страны Антанты — серым. Нейтральные страны — бежевым. Положение на 1915 год

В начале 1915 года Артур Циммерманн, немецкий дипломат, статс-секретарь иностранных дел Германии, обратился к Хаммаршельду, находившемуся с визитом в Берлине, с предложением потенциально сформировать «Северный блок» под руководством Швеции в обмен на союз между Швеции и Германии. В то время как Хаммаршельд отверг это первое предложение, Циммерманн настаивал и обратился к Людвигу Дугласу с предложением о создании обновлённой Шведской империи, охватывающей Финляндию и прибалтийские провинции Российской империи. Затем Дуглас передал это предложение королю Густаву 8 июня 1915 года, а также Хаммаршельду и Валленбергу, однако только король Густав воспринял это предложение положительно.
После этой неудачи принц Максимилиан Баденский, двоюродный брат шведской королевы Виктории, сделал ещё одно предложение королю Густаву. Принц Макс получил указание от кайзера Вильгельма II и Эриха фон Фалькенхайна, которые хотели интегрировать Швецию в состав германской Миттельевропы, заключить союз с целью совместного нападения на Санкт-Петербург, взамен Германия была готова предложить материальную и военную поддержку, а также обещала передачу Швеции Аландских островов на которых проживало в основном шведскоязычное население. Усиление фортификаций на островах русскими в 1915 году вызывало беспокойство в Швеции. Король Густав отклонил это предложение 20 ноября 1915 года, поскольку без casus belli против Швеции он не мог быть уверен в народной поддержке вовлечения Швеции в войну.
1 декабря 1915 года два ведущих прогерманских шведских политических деятеля, социал-демократ Отто Ярте и консервативный редактор Адриан Молин, имели аудиенцию у короля Густава, на которой призвали его присоединиться к войне на стороне Германии. Они высказались, что «в случае победы Антанты идеи республиканизма и парламентаризма победят в мировой истории». Согласно Отто Ярте, король неоднократно заявлял, что придерживается того же мнения и что Швеция «сразу начнёт действовать», как только немецкие войска войдут в Финляндию. Однако Ярте добавлял, что король также заявлял, что как конституционный монарх он не может давать никаких обязывающих обещаний.
Хотя разговоры о союзе в конечном итоге ни к чему не привели, Швеция действительно предпочитала Германию России по крайней мере в одном важном отношении. Кнут Валленберг без ведома Хаммаршельда разрешил немцам использовать шведские шифры для связи со своими посольствами за границей, и эти сообщения передавались по телеграфным кабелям, которые Швеция использовала для связи со своими посольствами. Это позволяло немцам связываться со своими посольствами через Стокгольм, при этом их сообщения до какого-то момента не подвергались перехвату британцами. Несмотря на заявления о прекращении этой практики в конце 1915 года, в 1917 году разразился скандал, когда стало известно о телеграмме поверенного в делах Германии в Аргентине графа Люксбурга в Берлин с предложением «потопить без следа» некоторые аргентинские корабли, переданной через средства коммуникации шведского министерства иностранных дел. Этот инцидент стал известен как «Люксбургское дело».
Шведский экспорт в Германию значительно увеличился после начала войны: за два месяца с декабря 1914 года по январь 1915 года экспорт в восемь раз превысил объём экспорта с декабря 1913 года по январь 1914-го. Это значительное увеличение экспорта помогло Германии смягчить влияние жесткой блокады союзников на торговлю Германии.

## Первая мировая война

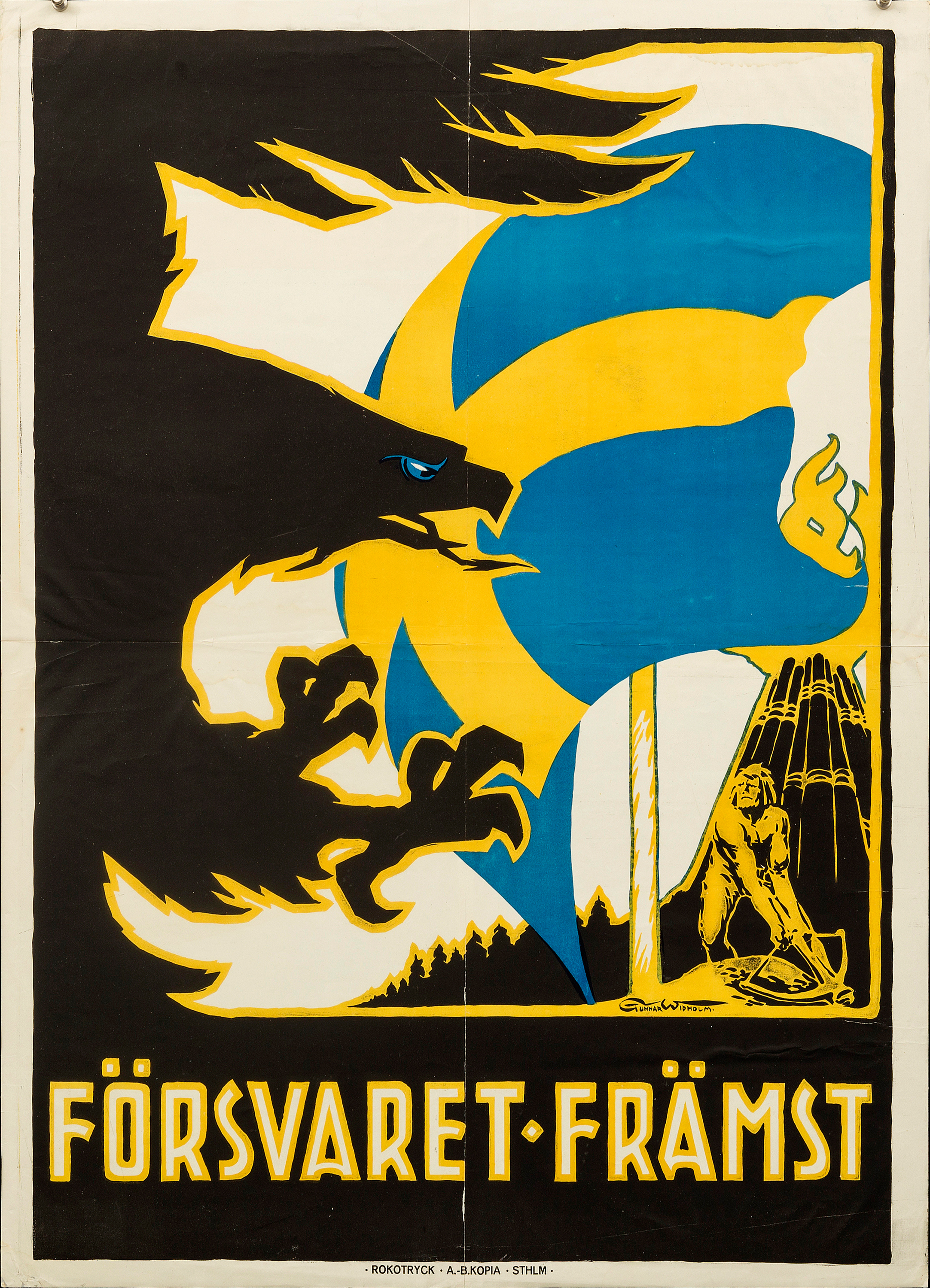
Плакат «Главное — оборона» 1914 года. Арбалетчик — национальный герой Энгельбрект Энгельбректссон

Швеция, придерживаясь своей давней политики нейтралитета со времен наполеоновских войн, оставалась нейтральной на протяжении всей Первой мировой войны с 28 июля 1914 года по 11 ноября 1918 года. Однако этот нейтралитет сохранялся не без труда, и Швеция в разное время симпатизировала разным сторонам конфликта. Несмотря на сильные прогерманские настроения как в шведской знати, так и в шведских политических кругах, Швеция не вступила в войну на стороне Германии. Вместо этого Швеция сохранила вооруженный нейтралитет и продолжала торговать как с державами Антанты, так и с центральными державами.
В октябре 1915 года с шведской подлодкой «Hvalen» произошёл военный инцидент. Немецкий корабль открыл огонь по подлодке, убив члена экипажа. Позднее вдове члена экипажа была выплачена компенсация и принесены извинения.
Швеция провела военный захват Аландских островов после распада Российской империи и обретения Финляндией независимости в 1918 году. Швеция ненадолго оккупировала острова, которые она давно стремилась ввести в свой состав из-за большого количества шведского населения, поддерживавшего аннексию. Однако на эти острова также претендовала Финляндия и Швеция в конечном итоге была вынуждена отказаться от их аннексии после финских протестов. Значительное количество шведов также приняло участие в качестве добровольцев в гражданской войне в Финляндии, а шведская бригада сыграла важную роль для белых в битве при Тампере.

### Война на море и торговля железной рудой
До начала войны экспорт железной руды был основным бизнесом Швеции. Торговля железной рудой велась ассоциацией, членом которой было шведское правительство, и производство железной руды на экспорт было зафиксировано на уровне 22 500 000 тонн на период 1907—1938 гг. Европейская война не повлияла на добычу железа в Швеции, производство поддерживалось на уровне 6-7 миллионов тонн в течение всего военного периода. Однако направление шведского экспорта железной руды изменилось. Железнорудные месторождения Елливаре, которые в довоенные годы производили в среднем 1 200 000 тонн железной руды, большая часть которой отправлялась на экспорт из порта Лулео на Балтике, больше не могли экспортировать в союзные страны и вместо этого вся их продукция шла в Германию. Только в 1915 году потребность Германии в высококачественной шведской железной руде составила около 4 миллионов тонн. Напротив, на месторождениях железной руды Кируны, чья продукция экспортировалась через норвежский порт Нарвик через Северное море и Атлантику, в подавляющем большинстве случаев преобладал экспорт в Англию, и только 5 % экспорта приходилось на Германию, тогда как немецкий экспорт ранее составлял 70 %. Шведские корабли, которые продолжали перевозить железную руду из Нарвика в Германию, избегали британской блокады, прижимаясь к норвежскому побережью и оставаясь в норвежских водах как можно дольше. Британский импорт шведской железной руды составлял 500 000—600 000 тонн в год во время войны, для сравнения, весь британский национальный запас железной руды в июне 1916 года составлял 253 000 тонн, что показывало степень зависимости Великобритании от шведского экспорта железной руды.

### Шведские офицеры в персидской жандармерии

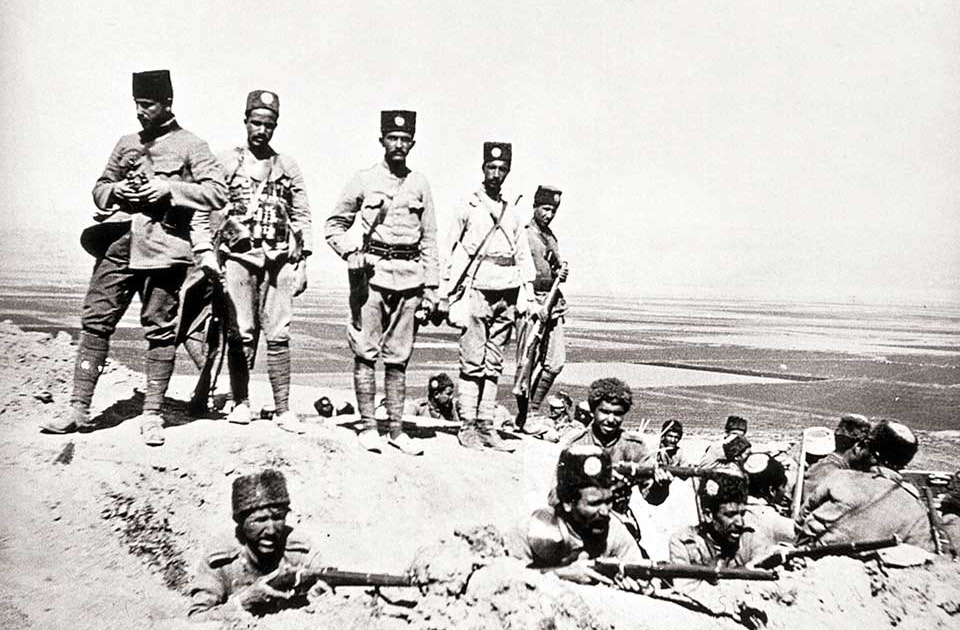
Солдаты на стрельбище в Боруджерде. Их инструкторами были шведские офицеры из экспедиции Скьёльдебранда, 1914 год

В начале XX века относительно слабому центральному правительству Персии было трудно контролировать всю большую страну. В некоторых регионах царило беззаконие, торговцы и шиитские муллы часто выступали против правящего правительства, в стране происходили перевороты, а её независимости угрожала Российская империя с севера и Великобритания с юго-востока. Персия находилась в положении, схожим с Афганистаном.
Исходя из сложившейся ситуации, правительство в Тегеране запланировало создать национальную жандармерия (военизированные полицейские силы), чтобы усилить свою власть в стране. Этот план был поддержан Великобританией. Однако требовалось найти нейтральное государство, которое могло бы помочь офицерами и инструкторами, поскольку варианты со стороны Османской империи и Германии были неприемлемы и для Великобритании и для России.
Швеция в качестве кандидата для помощи Ирану была одобрен Великобританией и Россией. В ноябре 1910 года персидское правительство обратилось к шведскому правительству с просьбой предоставить несколько шведских офицеров-инструкторов. Швеция дала положительный ответ, возможно, руководствуясь идеями миротворчества или желанием получить коммерческие преимущества в Персии.
Первые три шведских офицера прибыли к шаху в Тегеран в августе 1911 года. В итоге в персидской жандармерии служили 36 шведских офицеров. В 1915 году их начали отзывать. Были достигнуты значительные успехи в развитии сил жандармерии. Персия обзавелась собственными военизированными полицейскими силами, которые, хотя и были невелики по численности, могли претендовать на поддержание порядка в стран и делать это совершенно независимо от двух соседних империй. За время пребывания в Персии шведы организовали силы жандармерии из 200 офицеров и 7000 солдат, имевшими 3000 лошадей. Параллельно с созданием жандармерии шведские офицеры также принимали участие в боевых действиях против повстанцев и банд, действовавших вдоль основных торговых путей. Это привело к гибели четырех шведских офицеров и ранению нескольких инструкторов.
В начале войны в 1914 году русские и британские войска оккупировали часть Ирана, в том числе нефтяные месторождения на юге, несмотря на декларацию Ирана о нейтралитете. Шведская миссия начала испытывать дипломатические проблемы — Российская империя с подозрением относились к шведскому военному присутствию на своей южной границе, даже несмотря на то, что участие шведов там было относительно небольшим. Великобритания также после начала Первой мировой войны в 1914 году считала шведских офицеров в Персии слишком прогермански настроенными.
С 1914 года Швеция пребывала в состоянии повышенной боеготовности и возникла необходимость в возврате шведских офицеров. К 1915 году шведская миссия была завершена. Некоторые офицеры перешли на службу Германии и продолжили участие в боевых действиях на Ближнем Востоке.

## Армия и флот

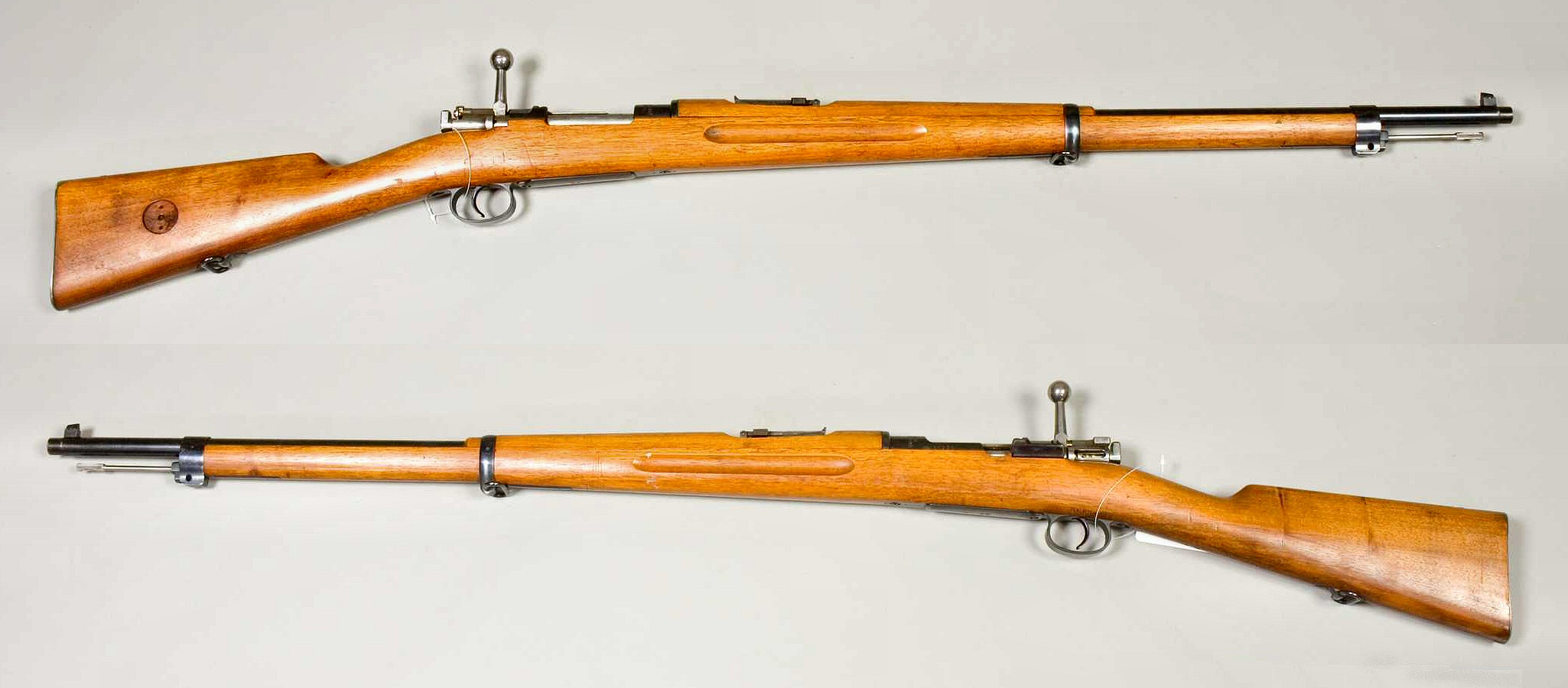
Основная винтовка Шведской армии на 1914 год — шведский «Маузер»/1896

В течение всей войны действующая численность шведской армии никогда не превышала 13 000 человек. Призывной ресурс насчитывал более 200 000 человек. К 1914 году по количеству дивизий армия удвоилась, увеличившись с шести до двенадцати пехотных и одной кавалерийской дивизии, согласного продвинутого Хаммаршельдом закону об армии от 1914 года. По мере того как война продолжалась и угроза вторжения отступала, к 1918 году в шведской армии оставалось лишь 2000 военнослужащих.
Несмотря на относительно хорошее оснащение армии по стандартам 1914 года, по мере того, как война продолжалась, вооружённые силы становились все менее и менее хорошо подготовленными к ведению конфликта в соответствии с меняющимися стандартами того времени. Например, в 1914 году количество пулемётов в штате дивизии шведской армии было примерно таким же, как и в дивизии немецкой или французской армии и равнялось 24 единицам. Однако к 1918 году дивизия французской армии имела уже 108 станковых и 405 ручных пулеметов. Немецкая дивизия имела 108 станковых и 216 ручных пулеметов. Количество же пулемётов в шведской дивизии в 1918 году все ещё составляло 24 единицы. Ситуация с полевой артиллерией была аналогичной. В 1914 году шведский пехотный батальон поддерживали 3,6 полевых пушки, аналогично параметрам великих держав. К 1918 году в немецком батальоне было в среднем 8,4 пушки. Во французском батальоне было 12 орудий, а в шведском пехотном батальоне — по-прежнему в среднем 3,6 пушки.
С точки зрения доктрины и тактики шведы были неопытны в реалиях современной войны. Единственными приспособленными к новым условиям боевых действий офицерами в шведской армии были те, кто наблюдал за ведущейся войной на Западном, Итальянском и Восточном фронтах мировой войны или добровольно пошел на службу в одну из воюющих армий.
Швеция в начале XX-го века обладала одним из сильнейших военно-морских флотов за пределами великих держав. К 1914 году флот состоял из 12 броненосцев береговой обороны (3 из них строились), 7 крейсеров и нескольких десятков кораблей меньшего тоннажа, от миноносцев и мониторов до торпедных катеров и подводных лодок. К 1914 году флот получил дополнительный бронепалубный крейсер Clas Fleming, а также 8 эсминцев и 10 подводных лодок. Однако у Швеции не было самых сильных боевых кораблей класса дредноут, и из трех заказанных перед войной броненосцев типа «Sverige» только один, HSwMS «Sverige» был построен и введён в строй до конца войны.
В силах береговой артиллерии шведских вооруженных сил, находившихся в составе военно-морского флота, в 1914 году насчитывалось 7500 человек. Что составляло примерно половину общей численности личного состава ВМФ. Несмотря на свое название, береговая артиллерия состояла не только из артиллерийских частей, но также включала пехотные полки, сформированные отдельно от армейских, и обладала как мобильными, так и стационарными силами обороны.
Основная тяжесть защиты шведского нейтралитета во время войны легла на шведский флот.
- Униформа шведской армии[швед.] накануне 1914 года

накануне 1914 года
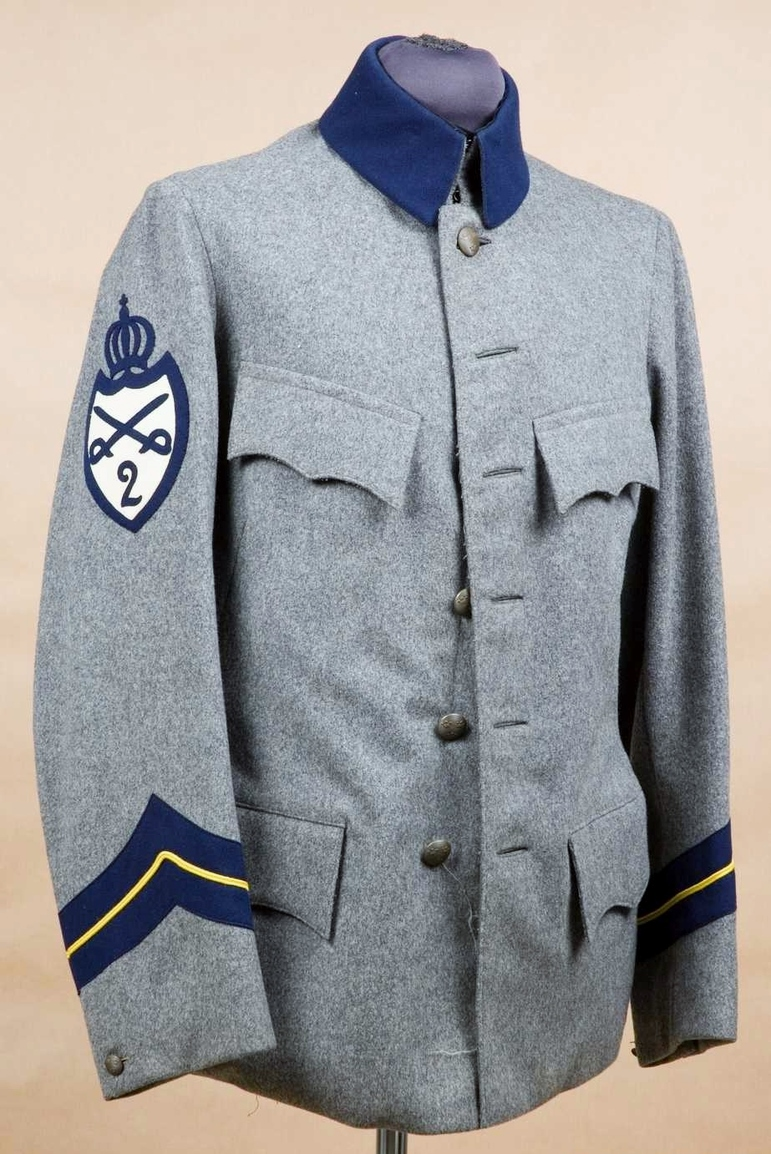
Мундир лейб-гвардейских драгун[англ.] образца 1906 года
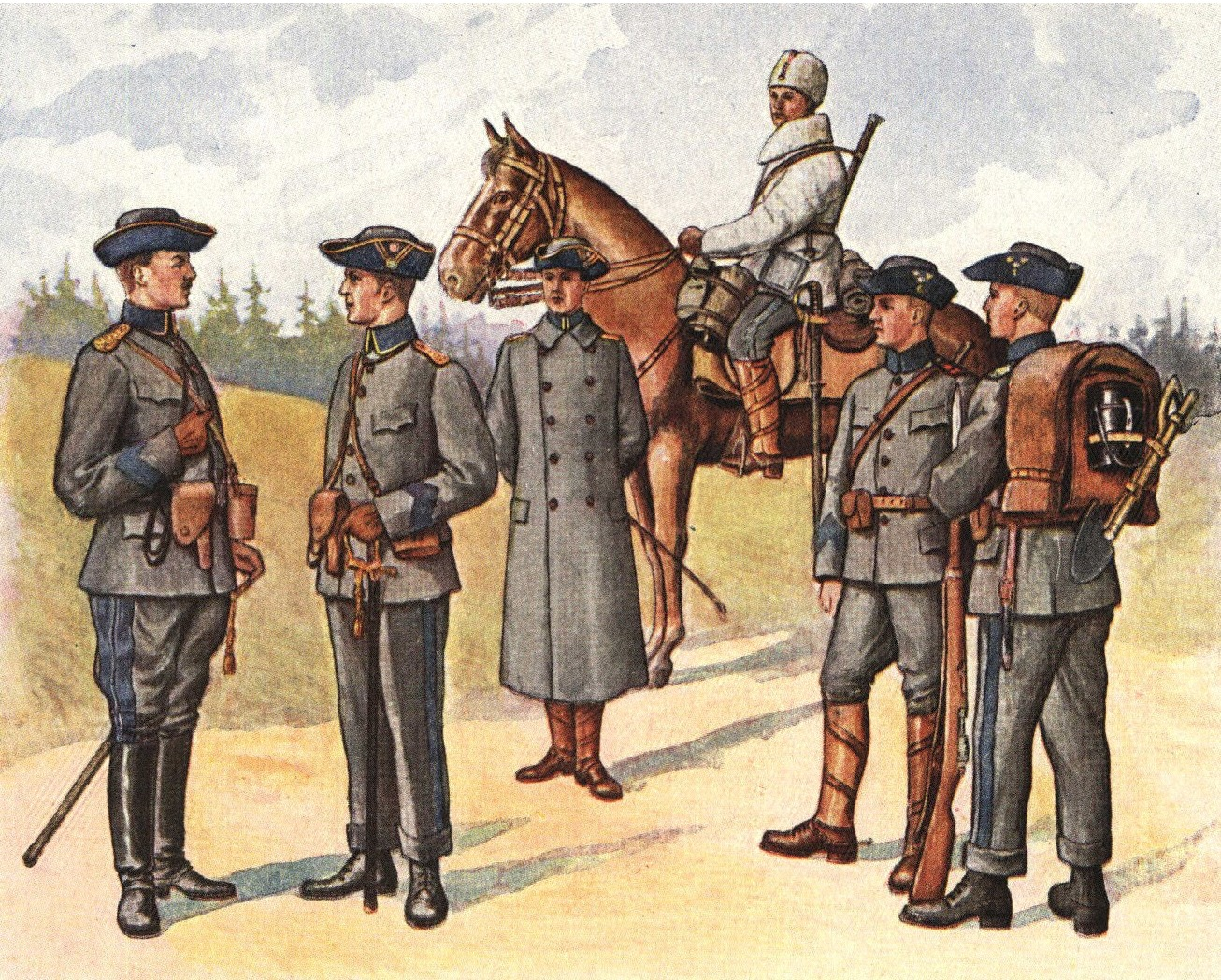
Солдаты и офицеры в форме образца 1910 года
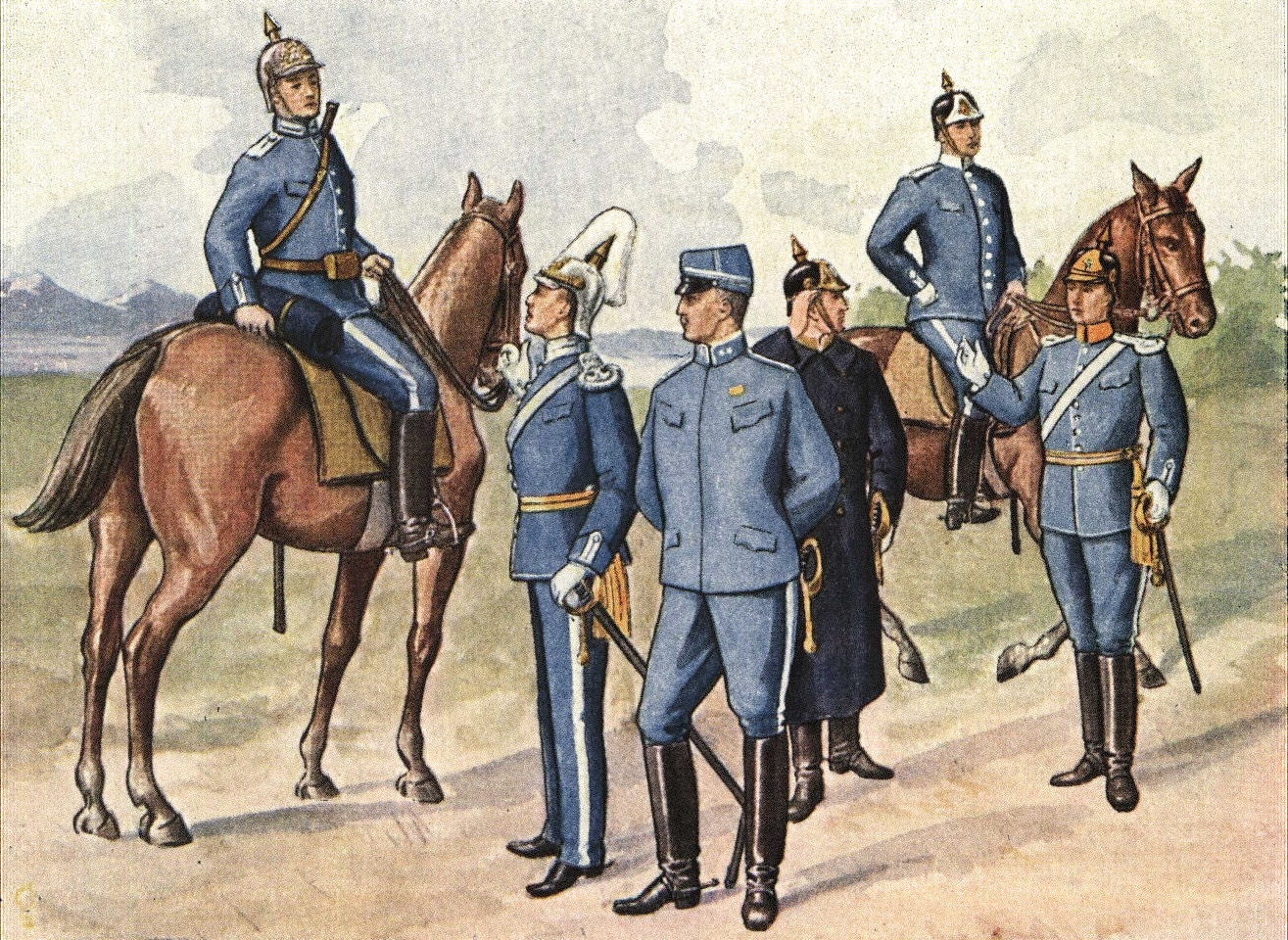
Кавалерия в форме образца 1895 года, лейб-гвардии конный и драгунский полки
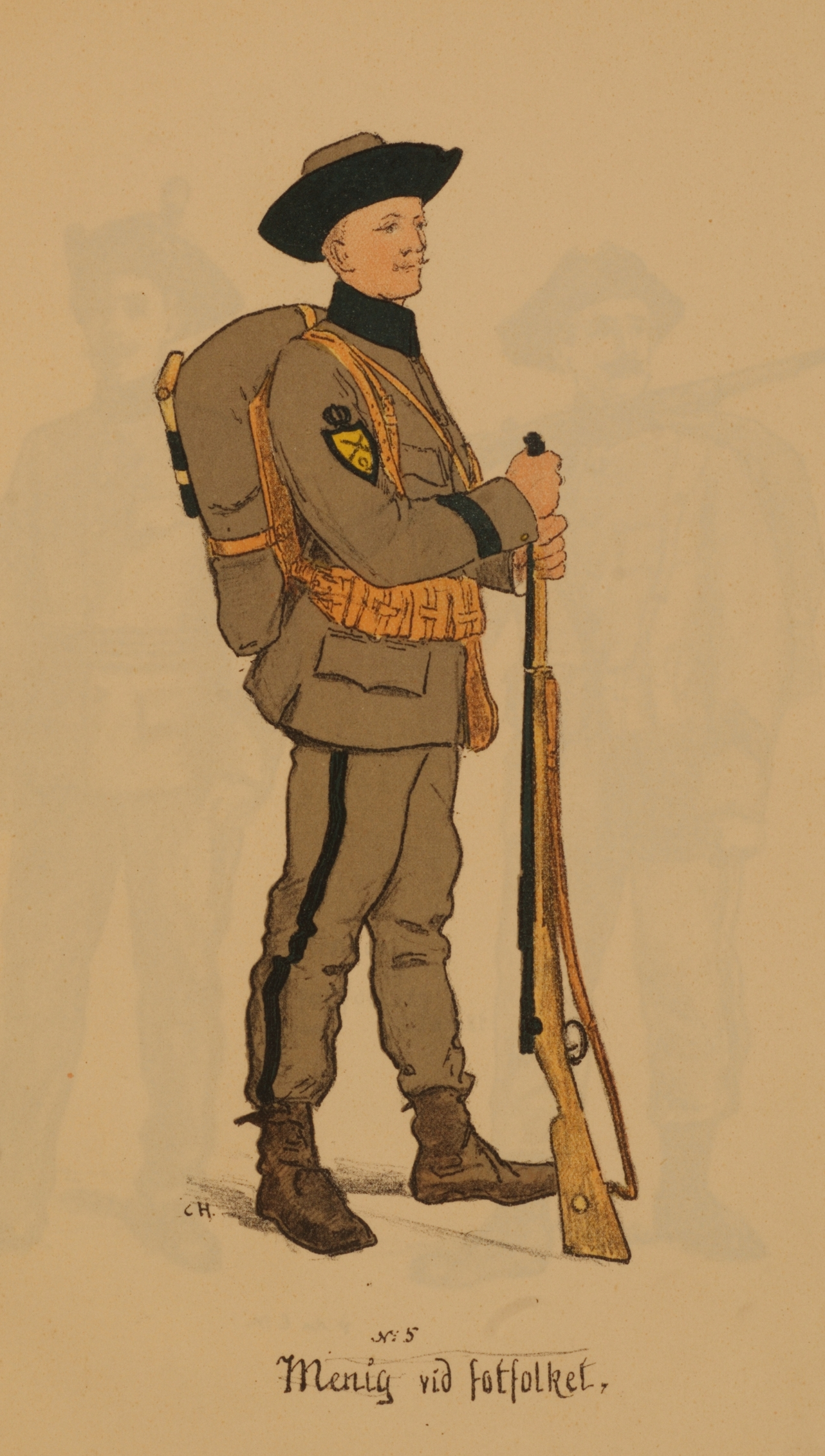
Рядовой в пехотной форме 1906 года
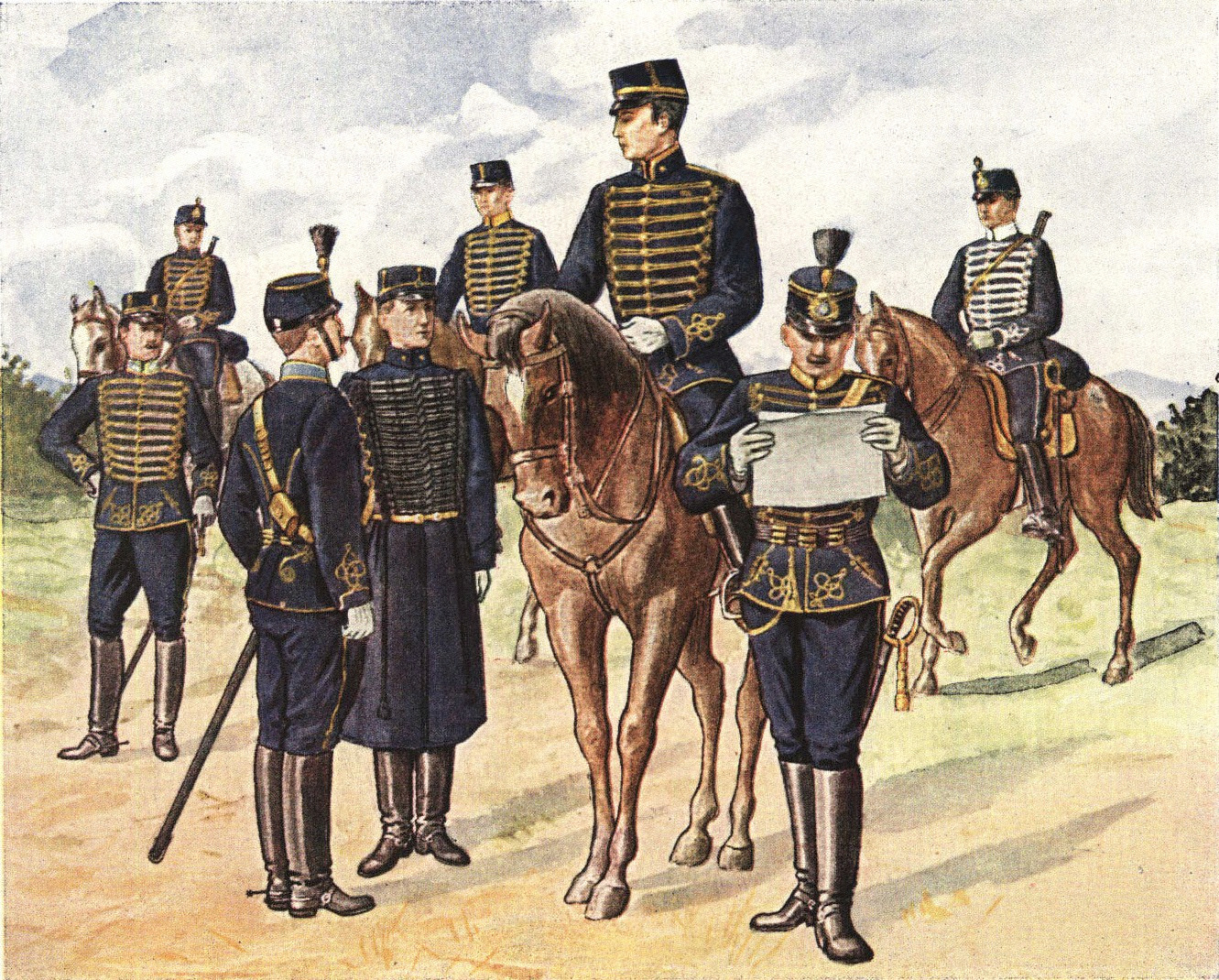
Мундиры образца 1895 года, гусары
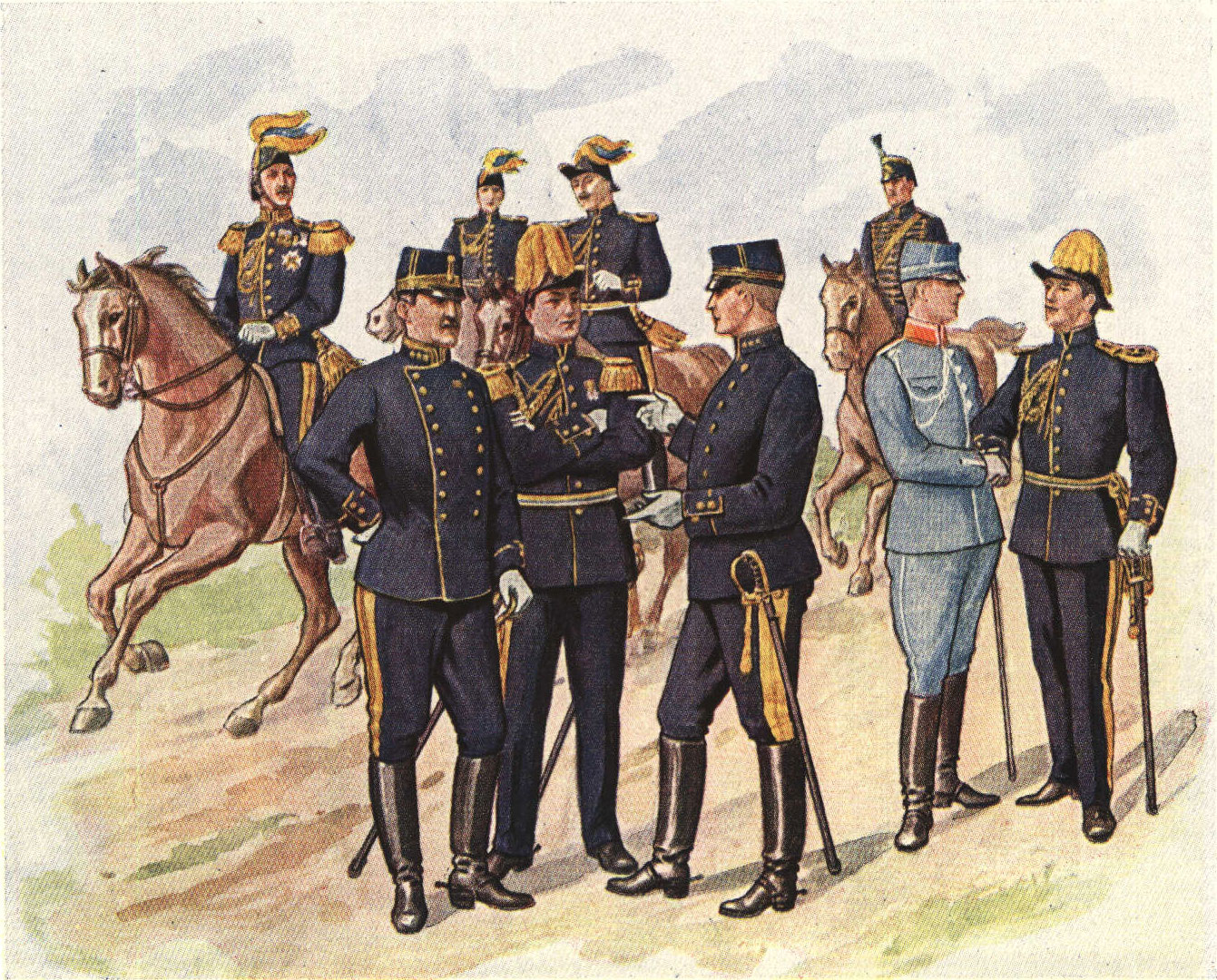
Генералитет и офицеры Генерального штаба
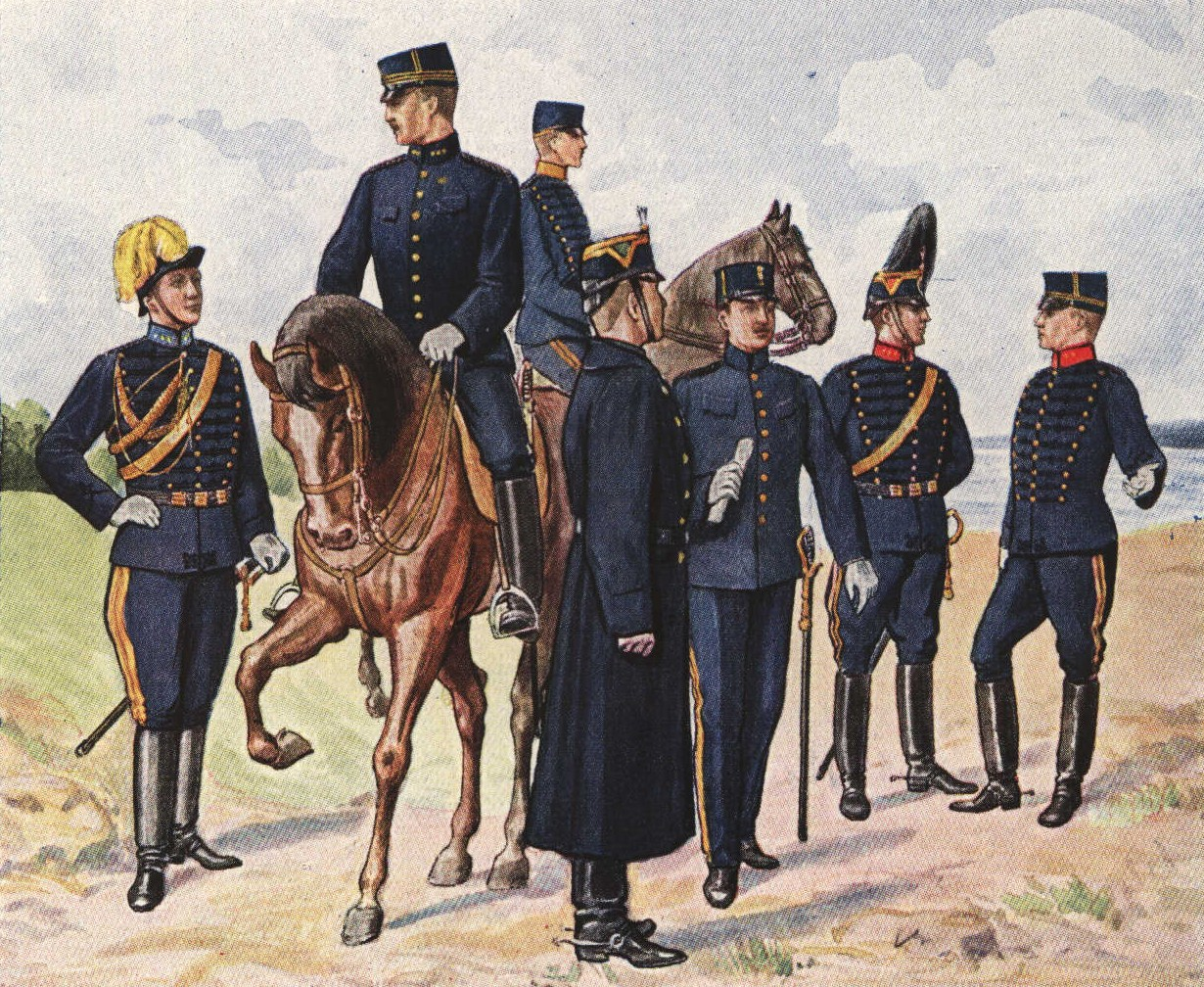
Артиллерия, рядовой и младший офицерский состав
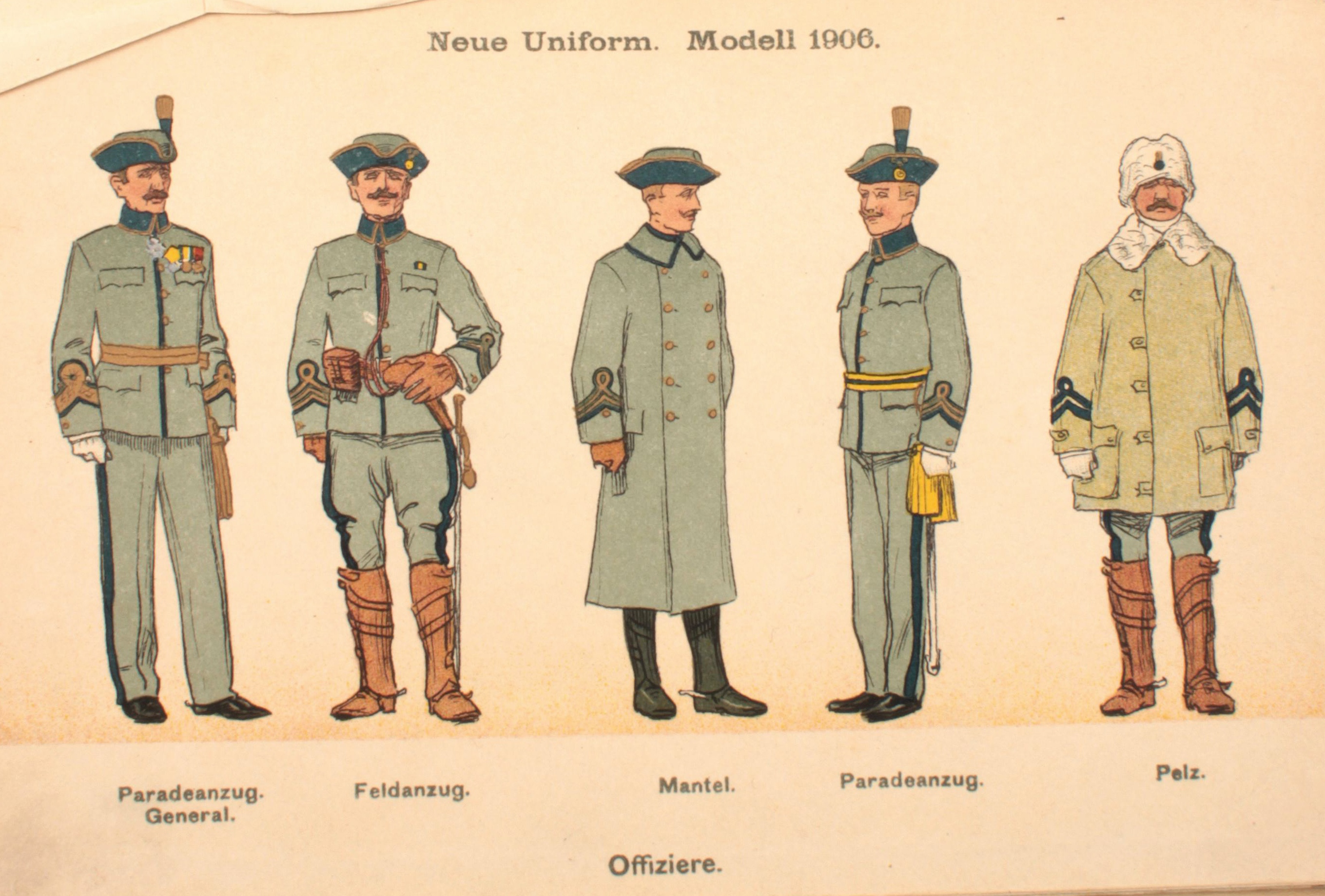
Мундиры образца 1906 года
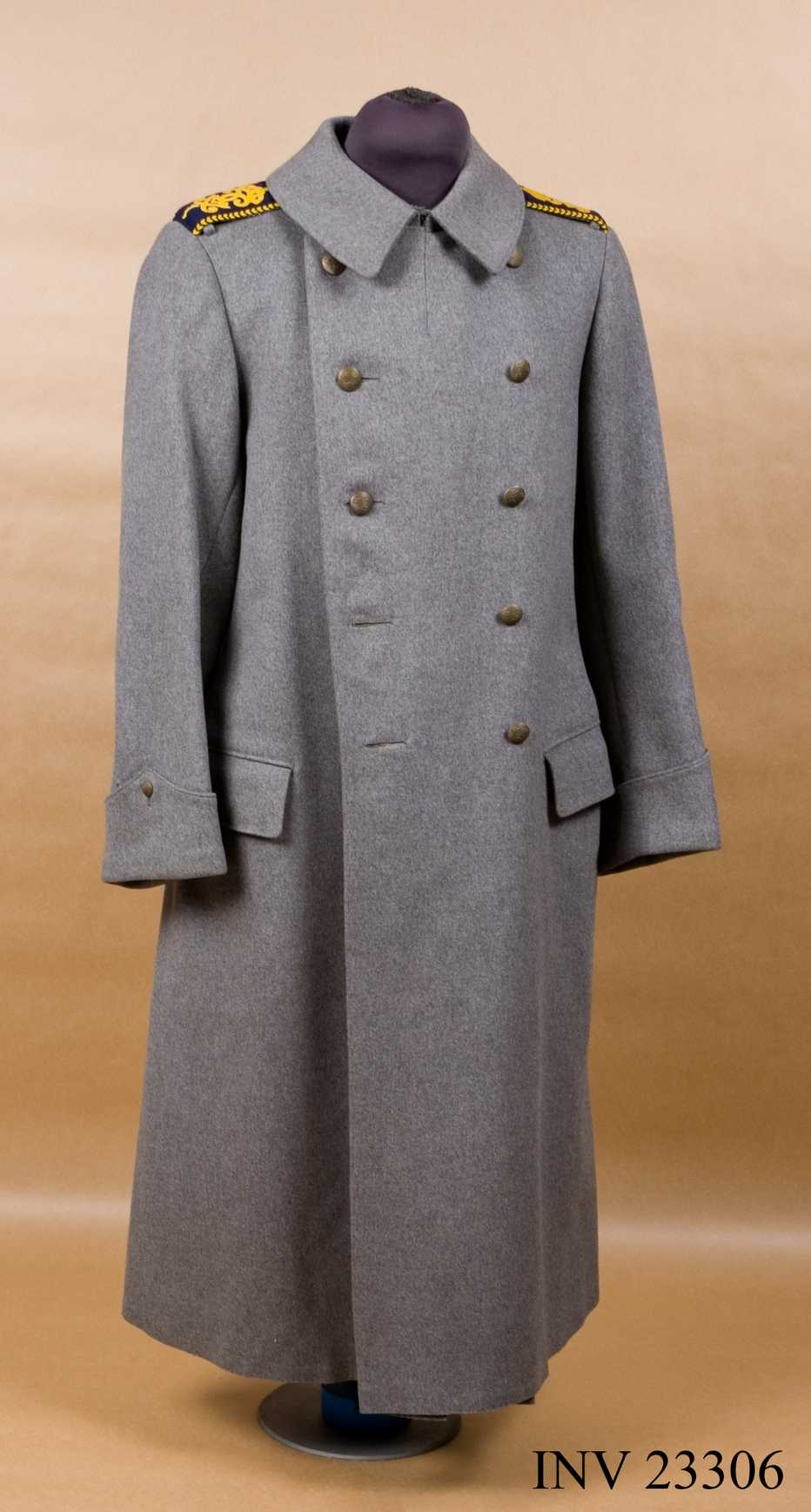
Шинель образца 1910 года
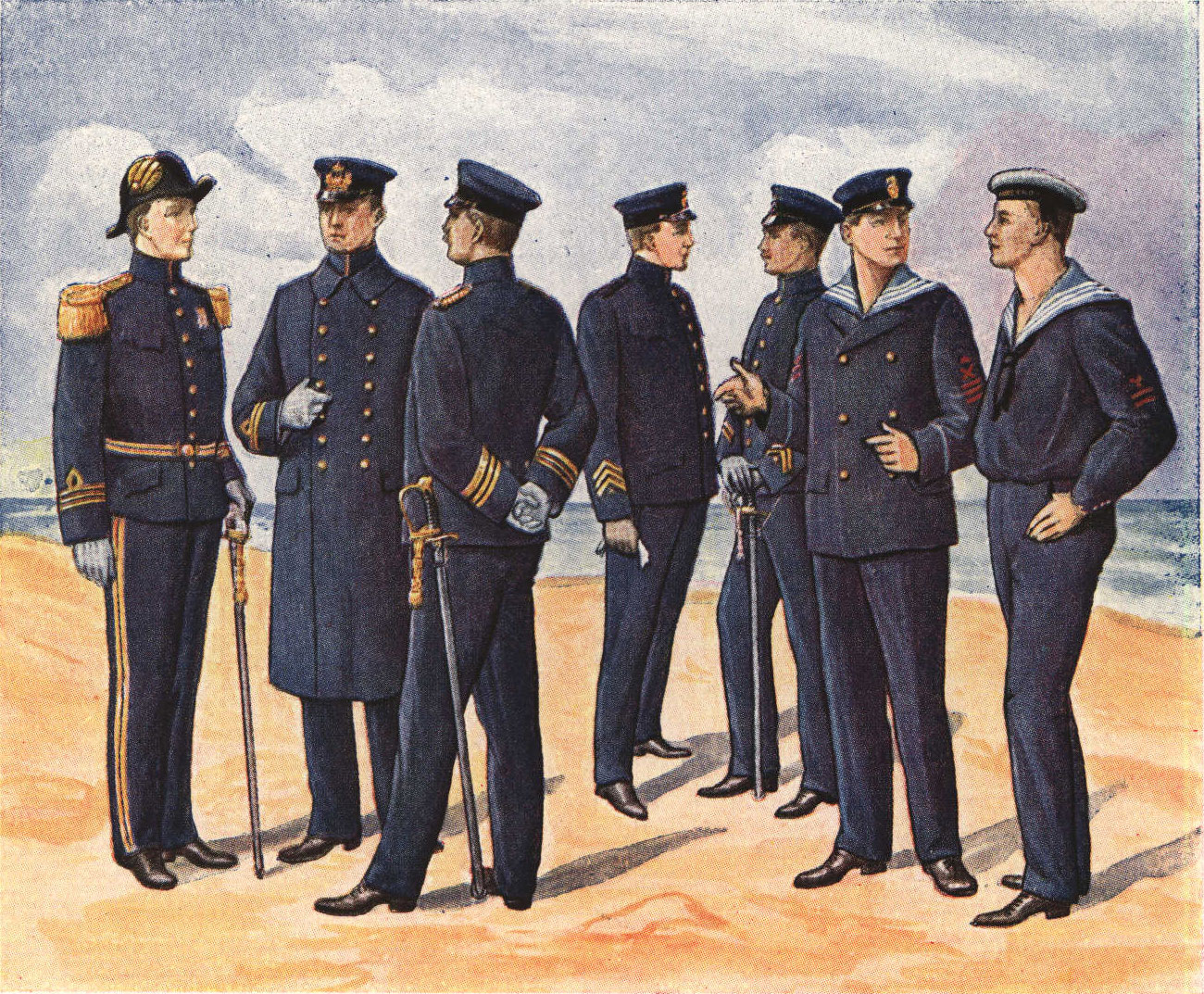
Форма ВМФ и береговой артиллерии

## Поздний этап войны

### Нехватка продовольствия. Правительственный кризис
В результате нехватки продовольствия, вызванной блокадой импорта союзниками, случаев затопления шведских кораблей немецкими подводными лодками, а также неурожая, к январю 1917 года шведское правительство начало нормировать хлеб, сахар и муку. Вступление США в Первую мировую войну на стороне союзников в апреле 1917 года значительно усилило давление на Швецию с целью заключения соглашения о торговле и судоходстве, выгодном для союзных держав. Особый акцент делался на требовании сократить шведский экспорт железной руды в Германию, после чего шведы могли рассчитывать на увеличение поставок продовольствия от союзников.
Несмотря на нехватку продовольствия, Ялмар Хаммаршельд продолжал сопротивляться соглашению, которое могло ослабить блокаду в обмен на сокращение экспорта в Германию из-за боязни разозлить немцев и того, что его сочтут сторонником Антанты. Хаммаршельд также вступил в конфликт со своим министром иностранных дел Кнутом Валленбергом из-за обсуждаемого торгового соглашения с Великобританией и соглашения об оборонном сотрудничестве с Норвегией. Отказ Хаммаршельда заключать торговые соглашения со странами Антанты привел к беспорядкам в Швеции. Примерно в это же время правительство Хаммаршельда ослабло, когда стало известно о «Люксбургском деле», в котором шведские объекты использовались для передачи секретных сообщений, нацеленных на союзные суда Германии. Возмущённые отказом Хаммаршельда от торговли с Антантой, союзники Хаммаршельда в шведском парламенте восстали против него. В начале 1917 года сочетание протестов против нехватки продовольствия и отказа Риксдага одобрить увеличение расходов на оборону вынудило Хаммаршельда уйти в отставку.

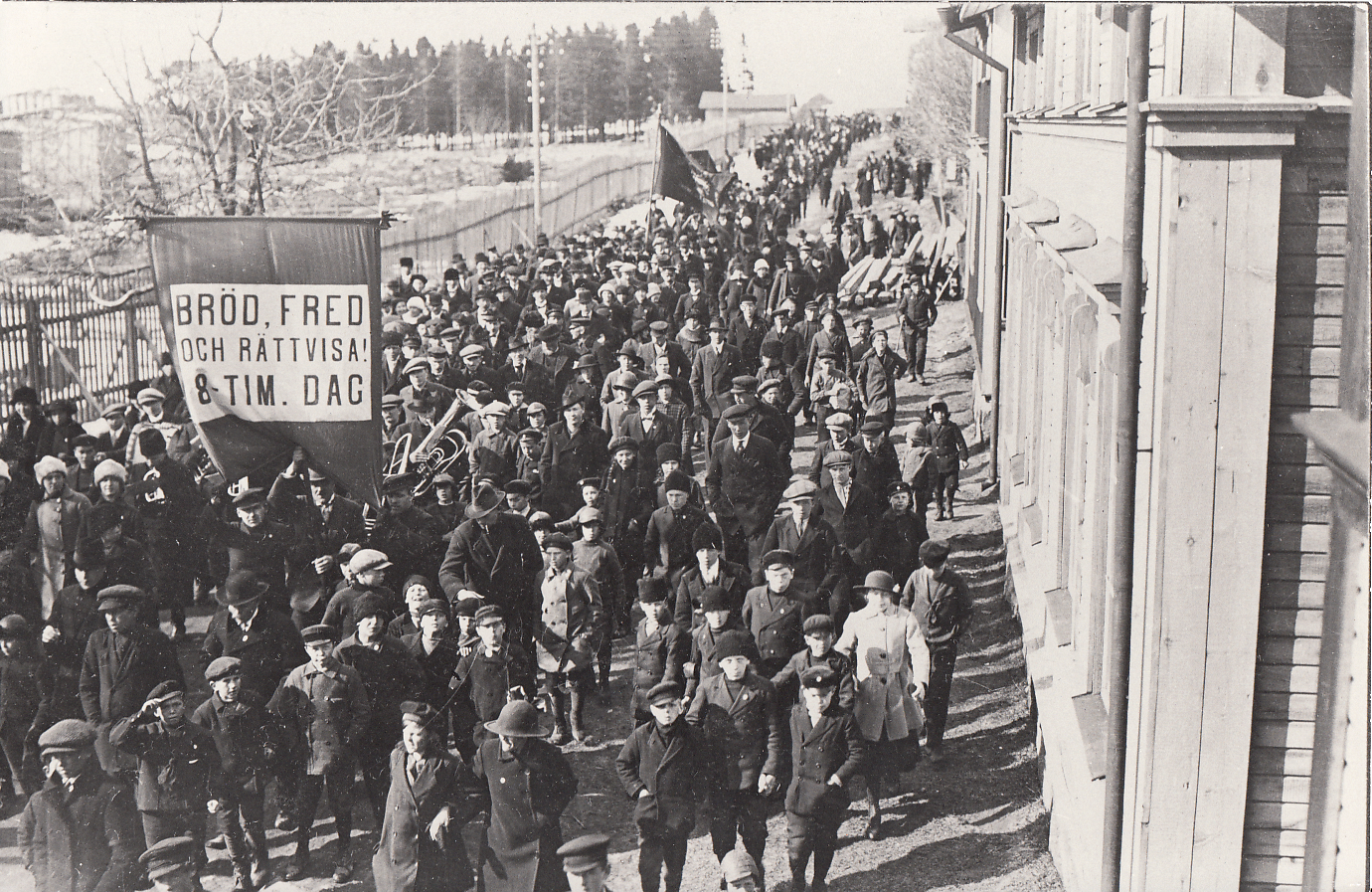
Первомайская демонстрация. Транспарант «Хлеб. Мир. Справедливость. 8-часовой рабочий день»., 1917 год

Король Густав призвал консерватора Эрнста Трюггера сформировать правительство, однако ему не хватило для этого необходимой поддержки в Риксдаге, поэтому в марте 1917 года его заменил Карл Шварц. Замена Хаммаршельда Шварцем не предотвратила дальнейших беспорядков, которые вспыхивали по результатам «голодных маршей». Продовольственная ситуация в Швеции также не улучшилась, поскольку под нормирование попал картофель. В мае 1917 г. беспорядки охватили остров Сескарё на севере Швеции, где вспыхнули боевые действия между местным населением и военными, в которые пришлось вмешаться полиции. Сескарё был умиротворен только после того, как на остров прибыла партия продовольствия, а несколько зачинщиков были заключены в тюрьму. Крупнейшие беспорядки произошли 5 июня 1917 года, когда 20 000 человек собрались возле Риксдага в Стокгольме, чтобы услышать ответ Карла Шварца на просьбу Ялмара Брантинга о введении всеобщего избирательного права и конституционной реформы, и были разогнаны конной полицией. Шварц занимал пост премьер-министра Швеции всего семь месяцев, прежде чем был отстранен от власти после шведских выборов 1917 года и заменен либеральным правительством Нильса Эдена.
После выборов в Эдене беспорядки утихли, поскольку социал-демократы перестали их поддерживать, хотя требования реформ, включая 8-часовой рабочий день и улучшение условий жизни, продолжались. Однако британская морская блокада торговли со Швецией была полностью снята только 29 мая 1918 года.
Уничтожение шведских кораблей немецкими подводными лодками продолжалось до конца войны и в конечном итоге составило 280 кораблей, на которых погибло 800 человек.

### Шведская оккупация Аландских островов

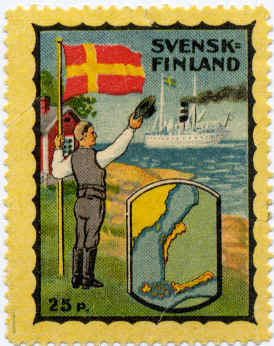
Почтовая марка 1922 года, посвященная финским шведам, которыми стали жители Аландов после 1918 года

В конце 1917 года, когда немецкая армия наступала на российскую столицу Санкт-Петербург, Рихард фон Кюльман, новый государственный секретарь Германии по иностранным делам, возобновил предложение Германии Швеции по Аландским островам в обмен на увеличение экспорта скандинавской железной руды. Поддержка Германией требований Швеции в соответствии с этим предложением принимало форму либо оккупации островов, а затем их передачи Швеции, либо ведения переговоров об их передаче Швеции на предстоящих мирных переговорах.
С провозглашением независимости Финляндии 6 декабря 1917 года и её безоговорочным признанием Швецией 4 января 1918 года, ситуация стала более сложной. В то время как жители Аландских островов были лингвистически шведами, и 95 % избирателей проголосовали за шведскую аннексию на референдуме, финны объявили острова исторической частью Великого княжества Финляндского.
Зная, что король Густав выступает за присоединение Аландских островов к Швеции, фон Кюльманн тайно обращался по этому вопросу к королю Густаву 11 ноября и 17 декабря 1917 года. И король Густав, и шведское правительство осторожно отреагировали на эти предложения, ответив 23 декабря письмами в Австрию, Турцию и Германию, обозначив свой интерес только как защиту шведов на островах, повышение нацбезопасности и предлагая нейтральный статус островов как лучшее решение.
Шведский флот с начала 1918 года эвакуировал в Швецию из финского города Пори (швед. Björneborg) и Аландских островов 2875 человек.
Ситуация изменилась, когда 13 февраля 1918 года, сославшись на зверства совершенные на Аландских островах русскими солдатами, Швеция начала военную экспедицию на острова. Шведская армия высадилась на острова, и вступила в бои с русским гарнизоном. Неделю спустя Германия, действуя в ответ на просьбу о поддержке со стороны белофиннов, которые также претендовали на острова, сообщила шведам, что они намерены оккупировать острова и что шведские войска должны немедленно уйти. Немецкие войска высадились и взяли в плен русский гарнизон, не дав ему эвакуироваться. В конце концов было достигнуто соглашение о совместной немецко-шведской оккупации островов, которое продлилось до 25 апреля 1918 года, когда шведские войска покинули острова из-за настойчивых дипломатических протестов Финляндии.

### Швеция и гражданская война в Финляндии

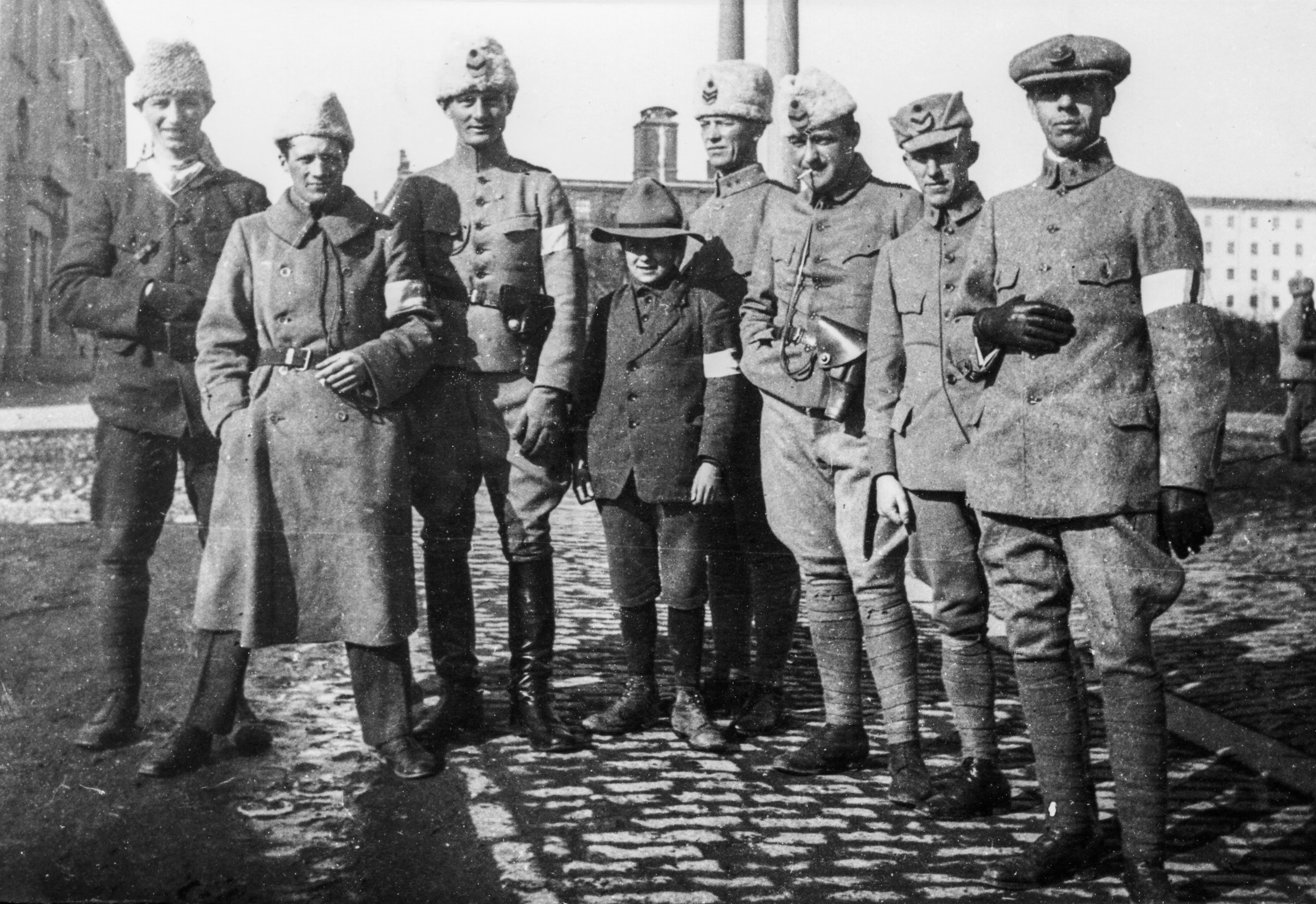
Солдаты
Шведской бригады во взятом Тампере, 1918 год

С началом гражданской войны в Финляндии Швеция предприняли шаги в поддержку белофиннов. Организация «Finlands vänner» («Друзья Финляндии») была создана в январе 1918 года при финансовой поддержке шведских промышленников и коммерсантов для оказания поддержки Белой армии. В дополнение к этому около 1100 шведов вызвались на службу в белые силы, из которых около 500 участвовали в боевых действиях. Среди этих добровольцев были офицеры шведской армии.
Самой большой группой шведских добровольцев, служивших в Белой армии, стали примерно 400 человек, в составе «Шведской бригады». Хотя это подразделение держалось в резерве большую часть войны, оно было активно задействовано в решающем сражении при Тампере. Именно в Тампере шведская бригада понесла свои первые потери. И эти потери были тяжёлыми. Там погиб один из командиров и основателей бригады Улоф Пальме — дядя будущего премьер-министра Швеции Улофа Пальме. За всю войну шведская бригада потеряла 34 человека убитыми и 50 ранеными. Швеция также предоставила шесть самолётов, которые доставляли ценные разведывательные данные главнокомандующему белых финнов маршалу Маннергейму. Шведская помощь белым также включала не только финансовую поддержку со стороны шведских деловых кругов, но и боеприпасы, которые доставляли шведские военные корабли. Также шведами оказывалась медицинская и ветеринарная помощь.
Что же касается поддержки красных в шведском обществе, то несмотря на тот факт, что новое социал-демократическое/либеральное правительство Швеции было ближе к левой стороне политического спектра, социал-демократические/либеральные политики, такие как Карл Яльмар Брантинг и Йоханнес Хеллнер, симпатизировали белым, поскольку они считались законным правительством, а красные, напротив, считались недемократическими и слишком близкими к коммунистической России. Шведы не сотрудничали с красными, лишь в левой прессе, типа издания «Politiken» писали о плохом обращении с захваченными красными военнопленными.

## Итоги
Во время войны шведские СМИ разделились на несколько различных лагерей в зависимости от их отношения к войне. Крупные консервативные издания, в том числе «Svenska Dagbladet», «Aftonbladet», «Nya Dagligt Allehanda», всю войну большинство которых было прогерманско настроенными. Лево-либеральные газеты, такие как «Dagens Nyheter», с другой стороны, были более проантантовскими. Наконец, «Stockholms-Tidningen», крупнейшая газета Швеции в то время, была относительно нейтральной и проправительственной. Все вместе эти издания вели борьбу и формировали подготовку шведов уже к тому, как Швеция будет жить после войны.
Приход к власти социал-демократических политиков навсегда изменил шведский политический ландшафт, поскольку: были реализованы многие аспекты либеральной политики и было принято всеобщее избирательное право, для мужчин в 1909 году и для женщин в 1921 году; правительства по факту с 1918 года начали формироваться согласно  парламентского партийного представительства.
Швеция не подписывала Версальский договор, положивший конец войне, но шведский дипломат Маркус Валленберг (старший), сводный брат Кнута Валленберга, принял участие в переговорах в Версале по шведским активам в Германии. Однако в 1920 году Швеция присоединилась к Лиге Наций, которая была образована в результате договора, и поэтому была связана его ограничением на перевооружение Германии. Несмотря на версальские ограничения, шведские фирмы оказывали помощь немецким коллегам, что позволяло им избегать условий этого договора, в конечном итоге способствуя перевооружению нацистской Германии перед Второй мировой войной. Помощь включала сборку военных самолётов фирмы «Junkers» и производство артиллерийского вооружения для Rheinmetall’а.

## Галерея

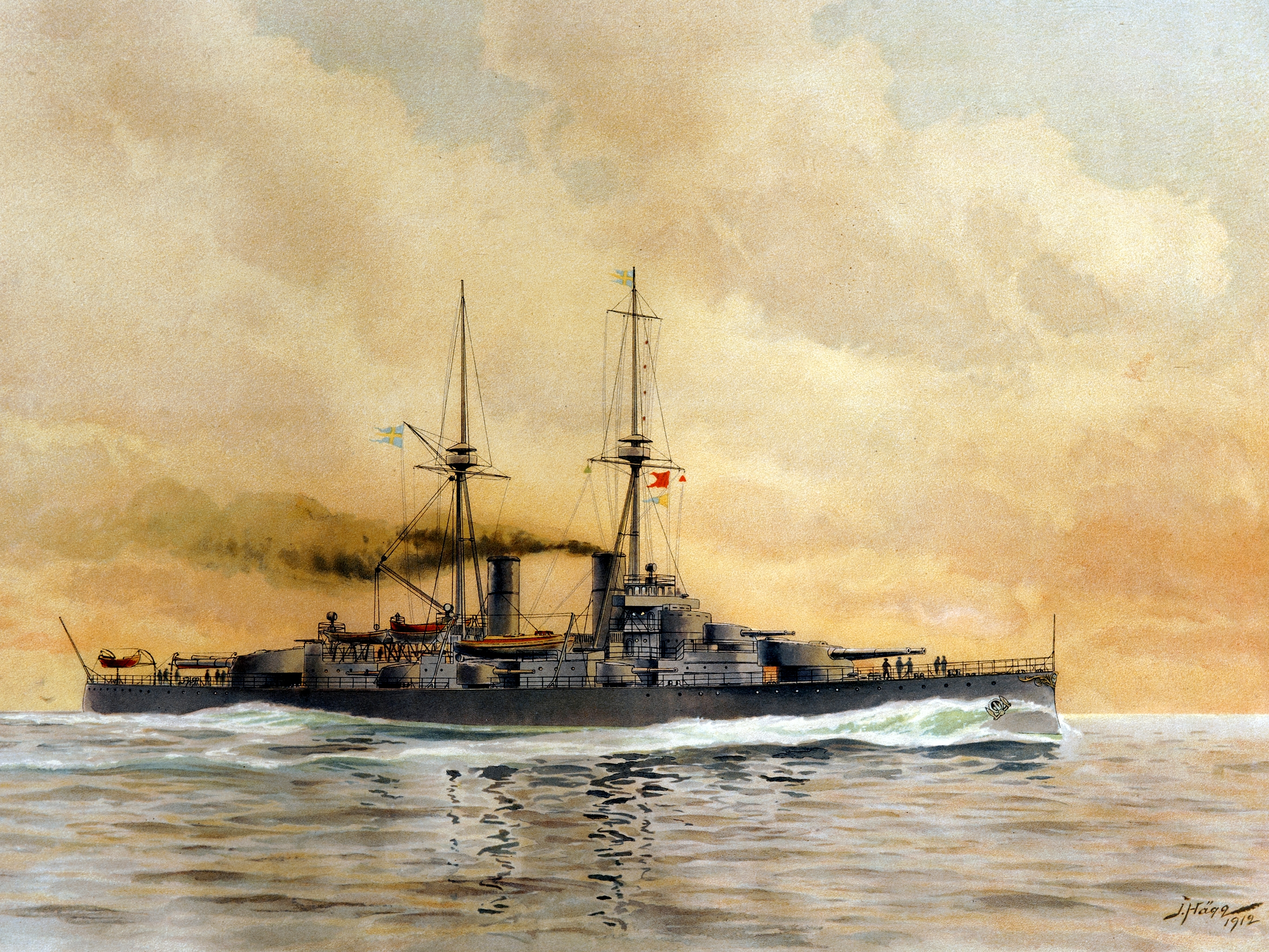
Шведский броненосец «Sverige»[англ.]. Единственный в серии завершённый до конца войны, в 1917 году
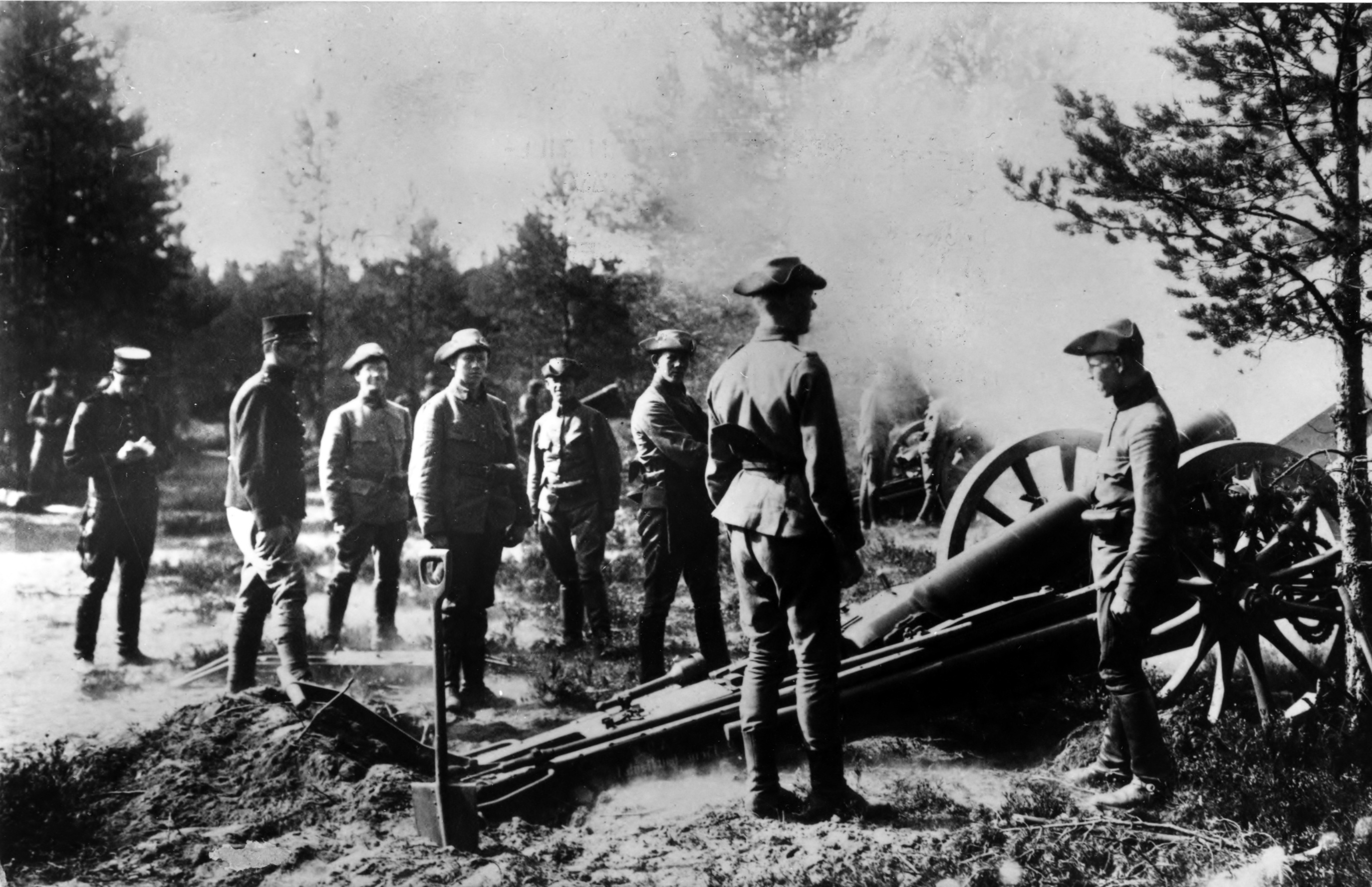
Учения шведской артиллерии, 150-мм гаубицы, 1915 год
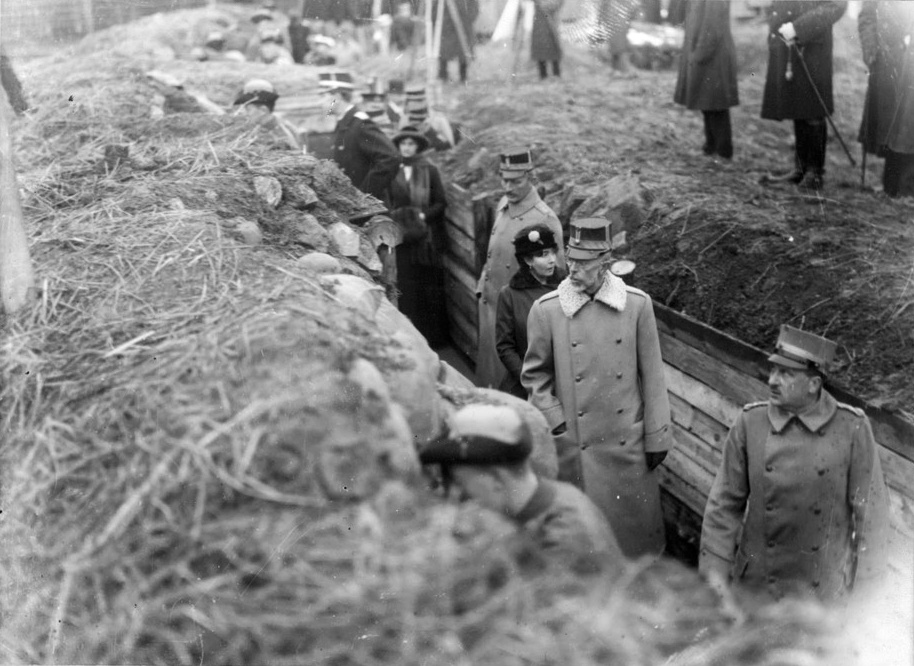
Густав V инспектирует позиции мобилизованных солдат, 1914 год
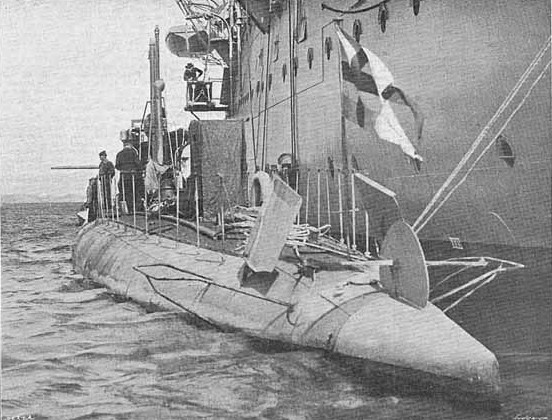
Подлодка «Hvalen»[англ.]
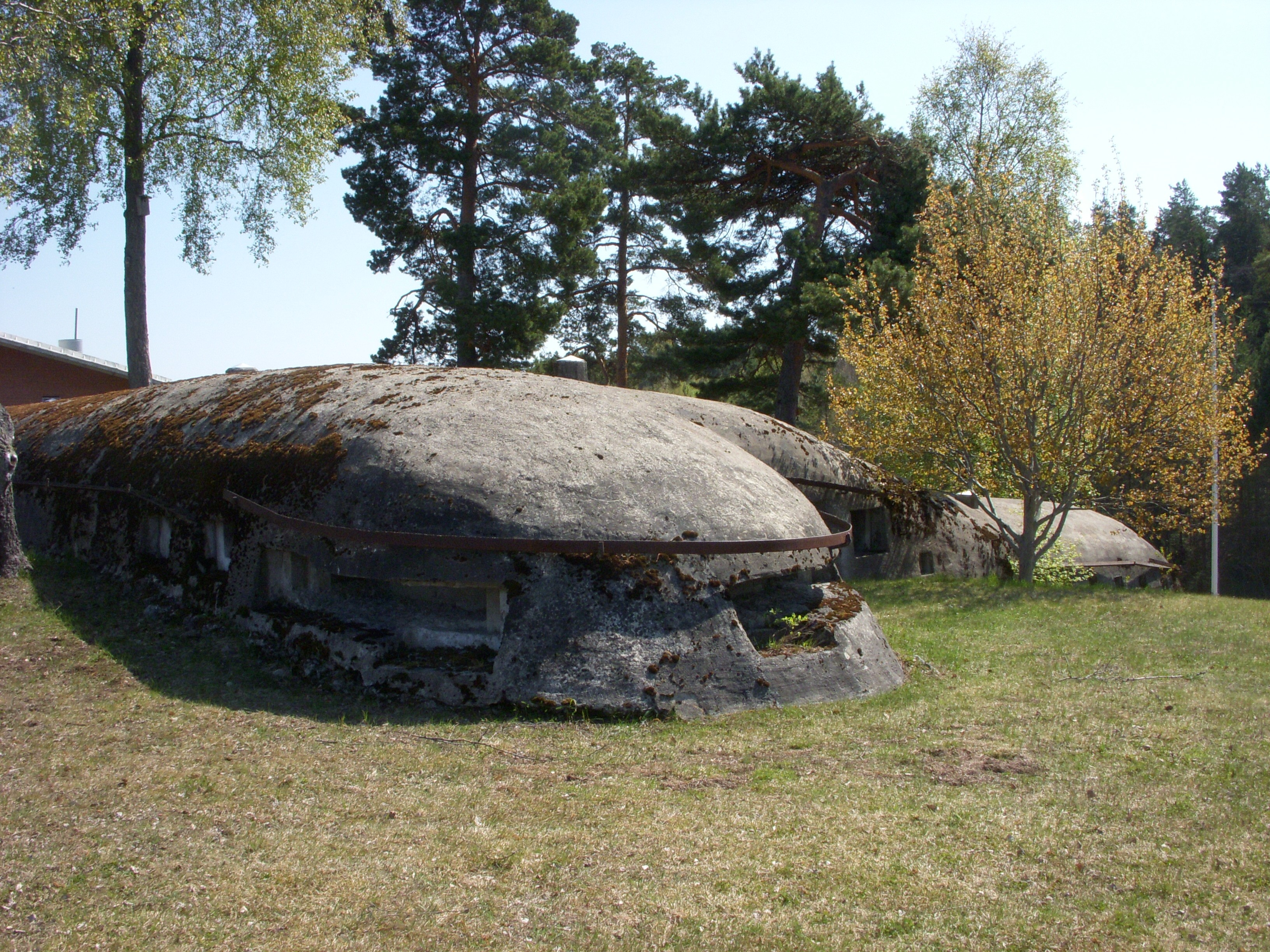
ДОТ Arningefortet[швед.] на Северной линии[швед.] — системе фортификационных укреплений Стокгольма, созданных с 1904 по 1916 гг.
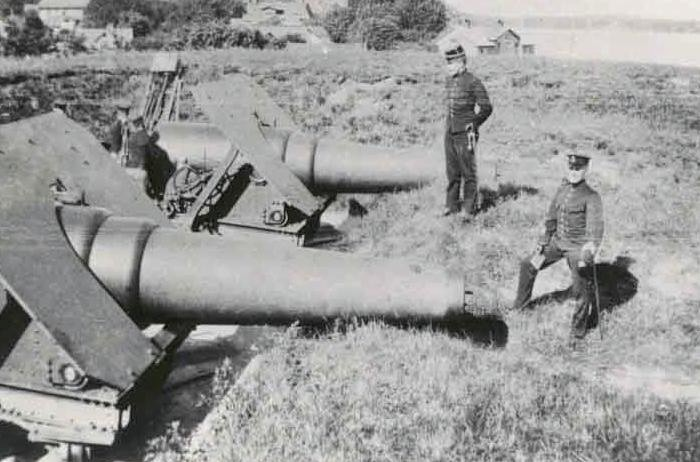
Батарея береговой обороны «Kronuddens»[швед.], 270-мм мортиры, 1904 год
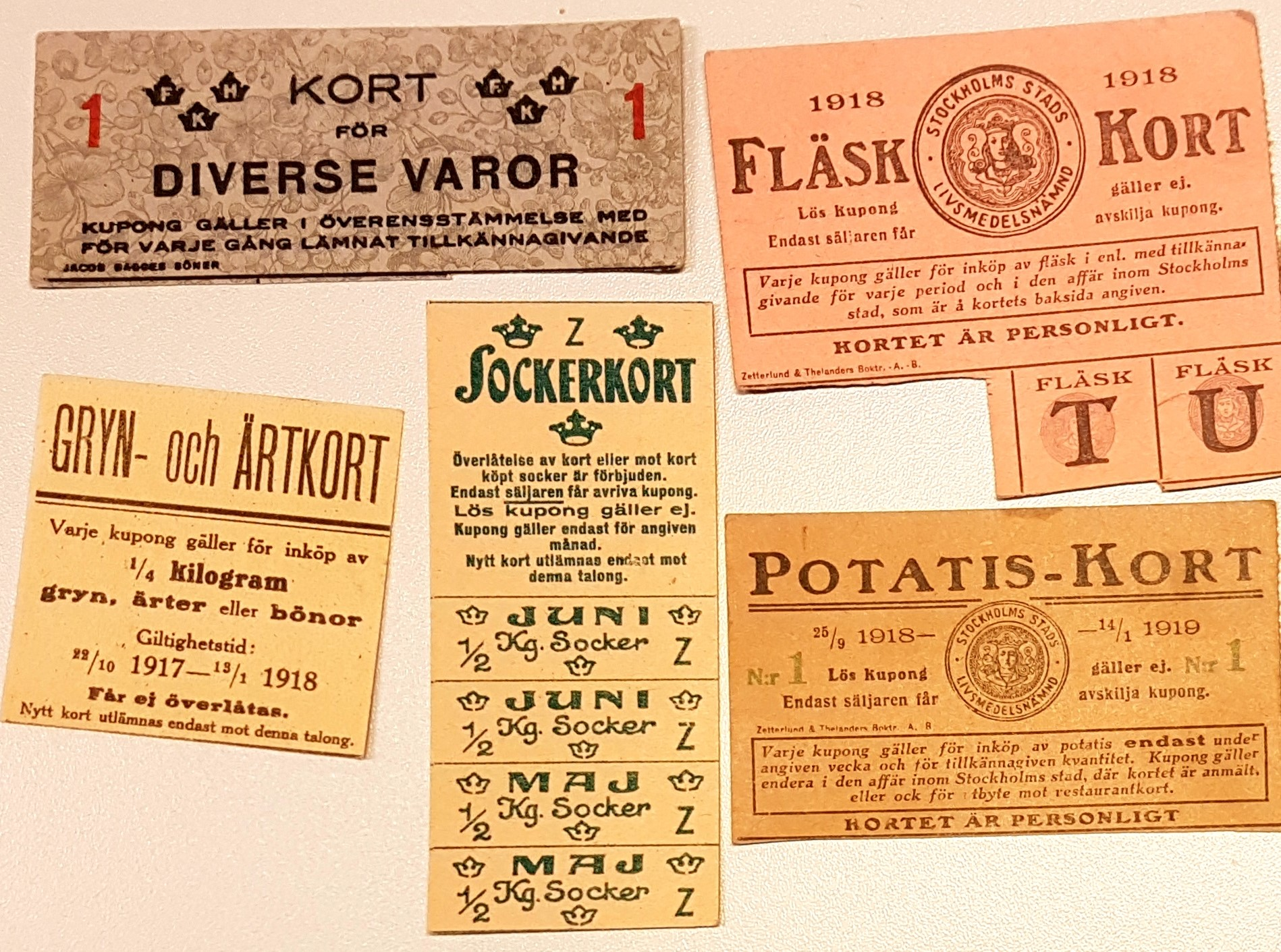
Продуктовые карточки
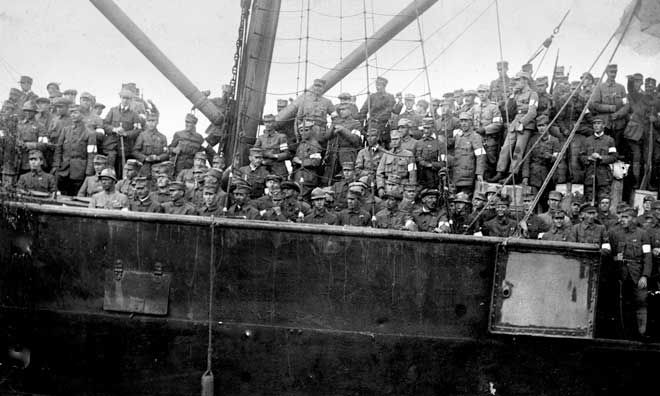
Шведская бригада возвращается домой после участия в войне в Финляндии, 1918 год
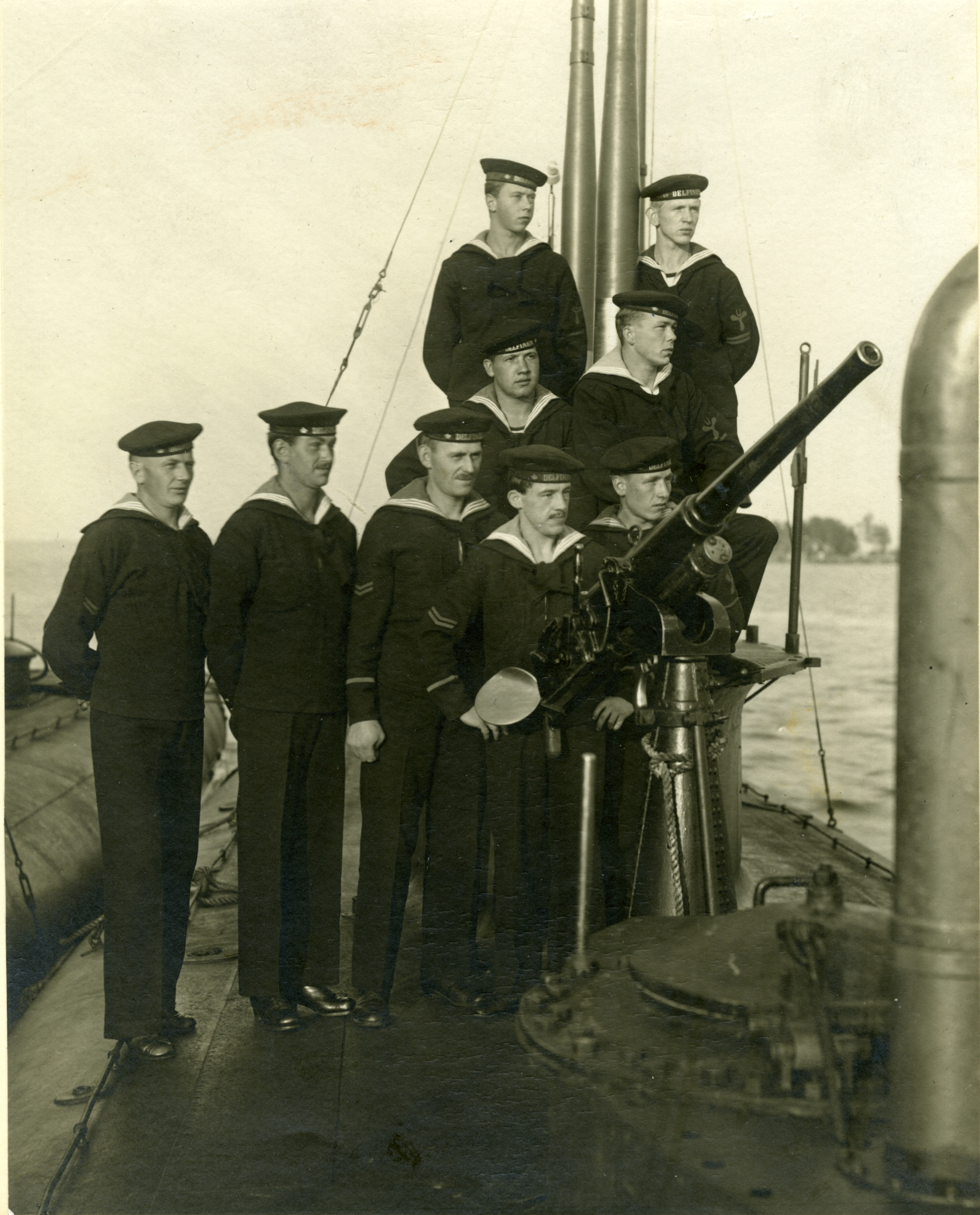
Матросы подлодки «HMS Delfinen», 1916 год
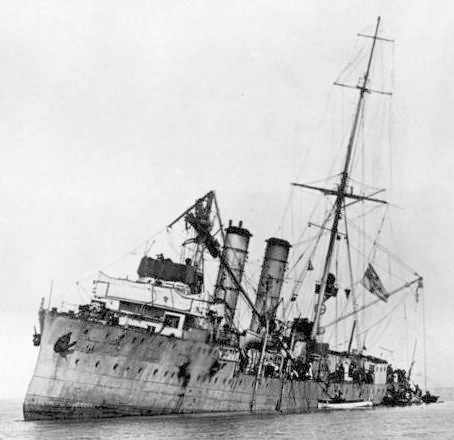
Немецкий минный крейсер «Albatross[англ.]», выбросившийся на шведский берег в Готландском бою, 1915 год. Экипаж был интернирован
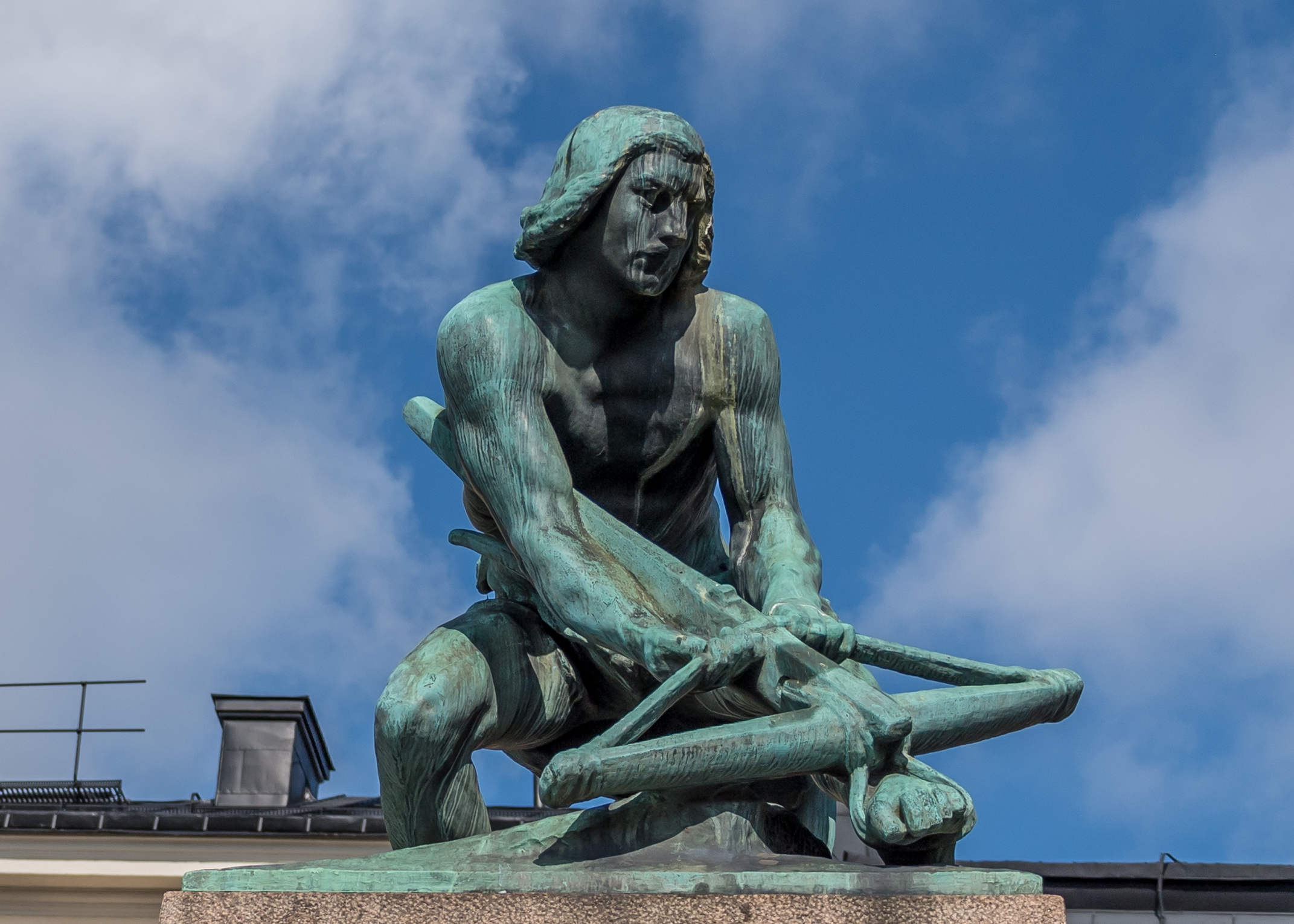
Памятник Bågspännaren[швед.] Энгельбректу Энгельбректссону. Установлен в Стокгольме в 1916 году. «Простой человек встаёт на защиту своей страны. Мечта о её величии когда-то принадлежала каждому» — Ивар Лу-Юханссон[21].
Декоративная тарелка фабрики Рёрстранд в память о Крестьянском (фермерском) марше[англ.] 1914 года. Надпись внизу «На защиту отечества»